# 盧溝橋事件
盧溝橋事件（ろこうきょうじけん、ルーコウチアオじけん、中国語: 七七事件; 簡体字: 卢沟桥事变; 繁体字: 盧溝橋事變）は、1937年（昭和12年）7月7日に中華民国北平市（現在の北京市）西南方向の盧溝橋で起きた日本軍と中国国民革命軍第二十九軍との衝突事件である。1937年7月7日夜、豊台に駐屯して付近の河原で夜間演習中、中国側から日本軍に対し実弾が撃ち込まれた事や、点呼時に兵士の1人が所在不明だった事などを契機に発生したと言われている。又、中国側の攻撃は事実無根であり日本軍の自作自演であると云う主張がある。比較的小規模な戦闘が繰り返された後、9日には中国側からの申し入れにより一時停戦状態となったが、その後も小競り合いが続き、幾つかの和平交渉が行われたものの（後述）、結果として支那事変の発端となったとされる。中国では一般的に七七事変と呼ばれる。まれに、後述する英語名を直訳してマルコ・ポーロ橋事件と表記される場合もある。英語ではMarco Polo Bridge Incident、Battle of Marco Polo Bridgeと呼ばれる。

## 概要

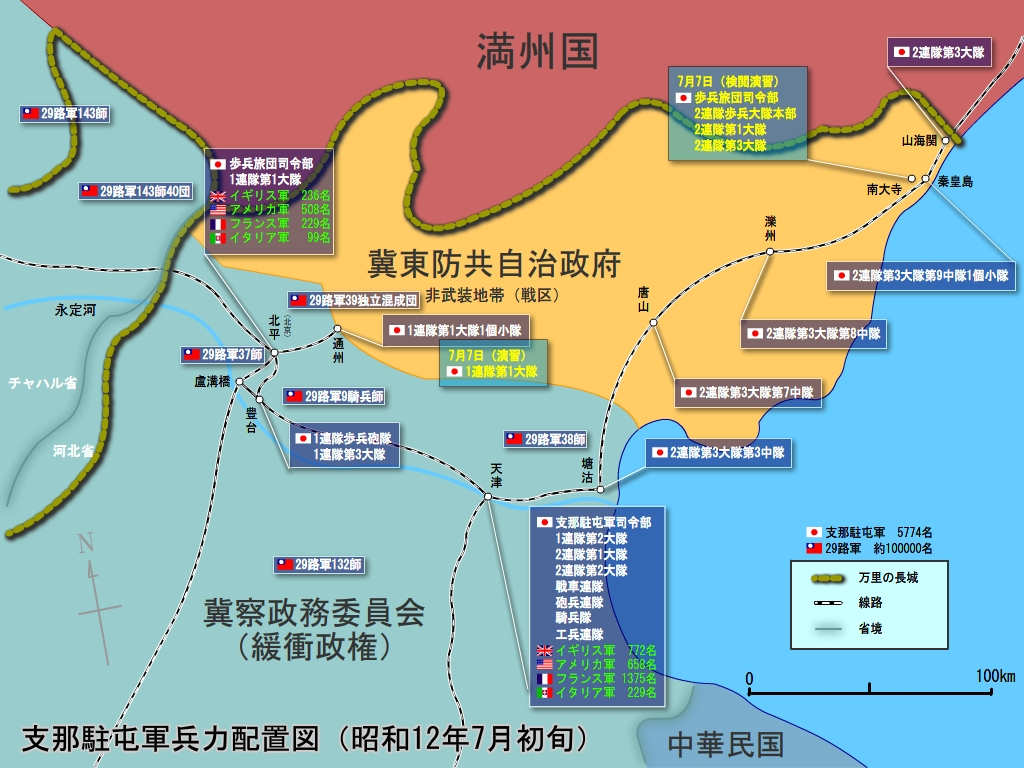
1937年（昭和12年）7月 支那駐屯軍配置図

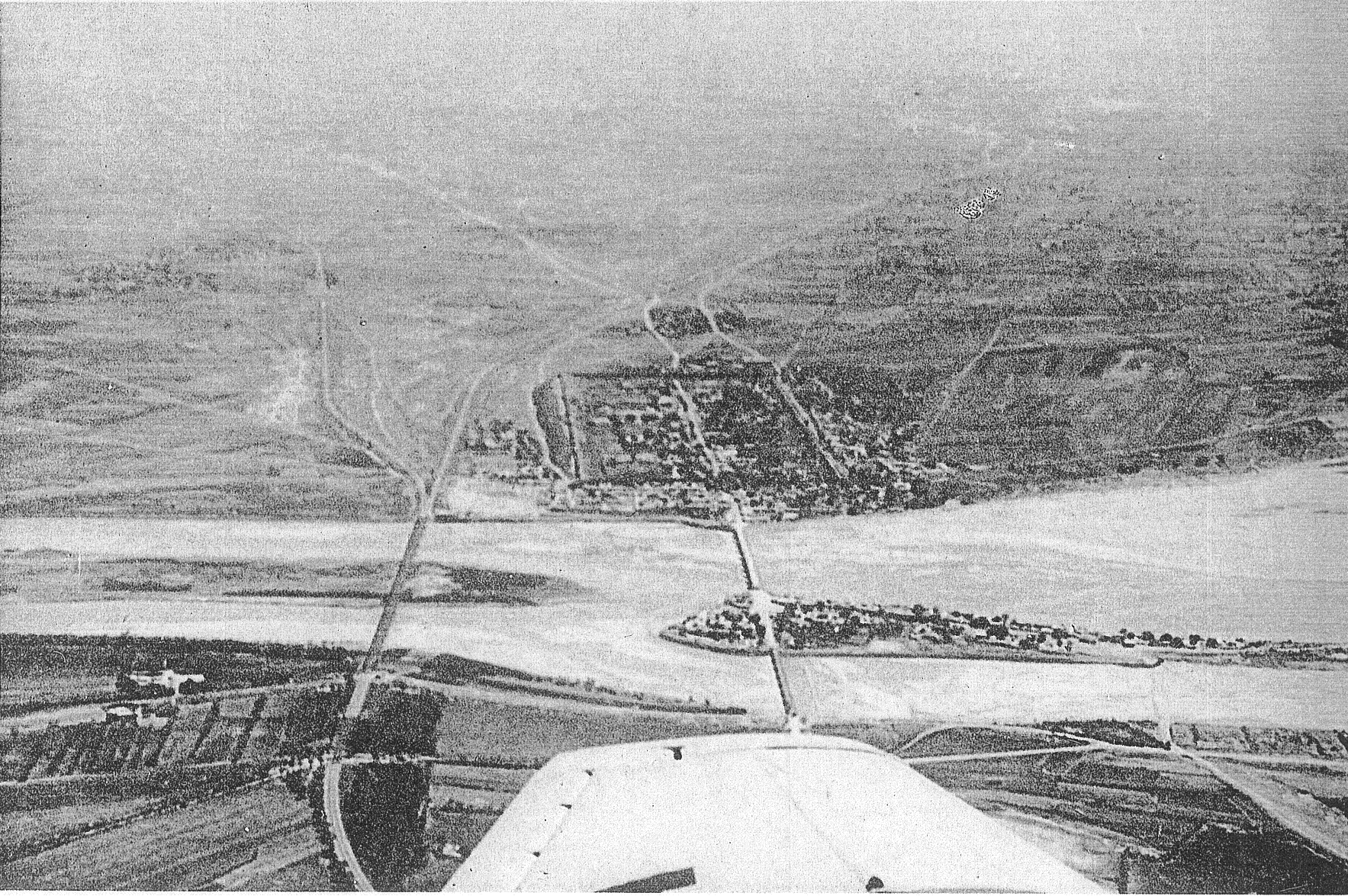
盧溝橋、宛平県城および周辺の航空写真

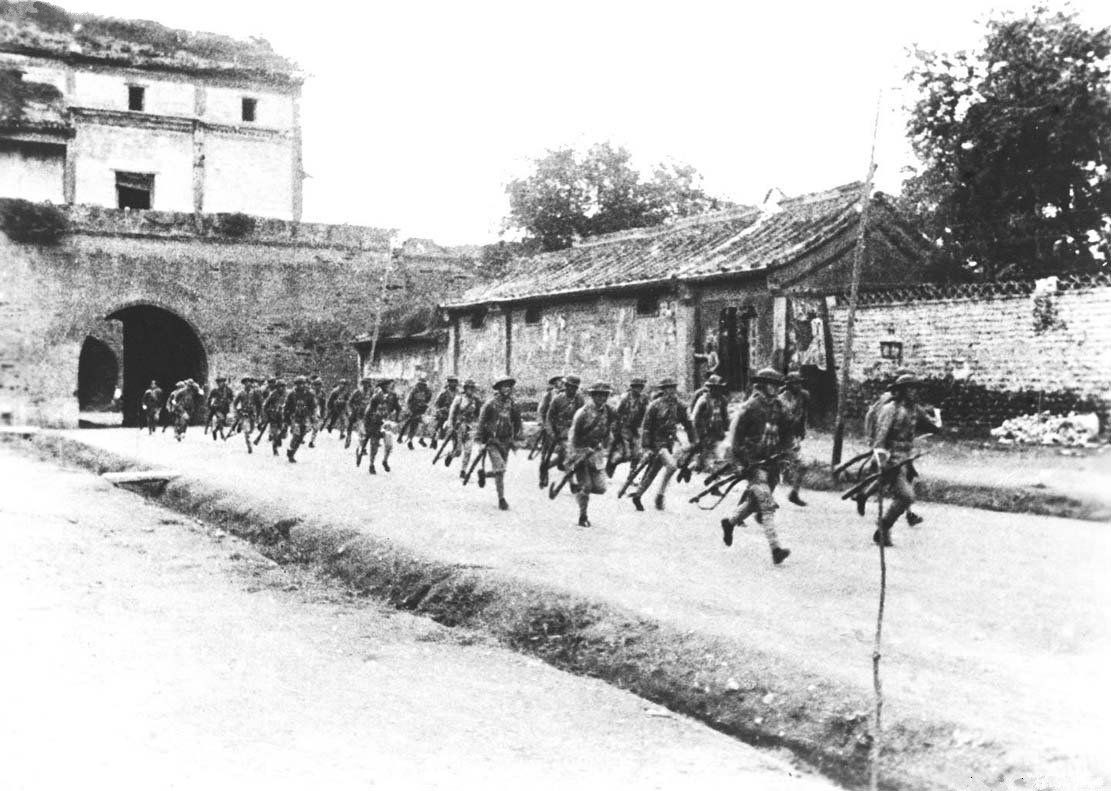
宛平県城から出動する中国兵

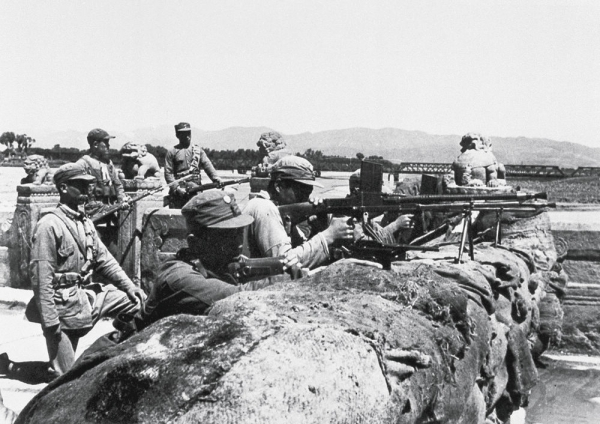
第29軍第37師団が盧溝橋で日本軍と対峙。

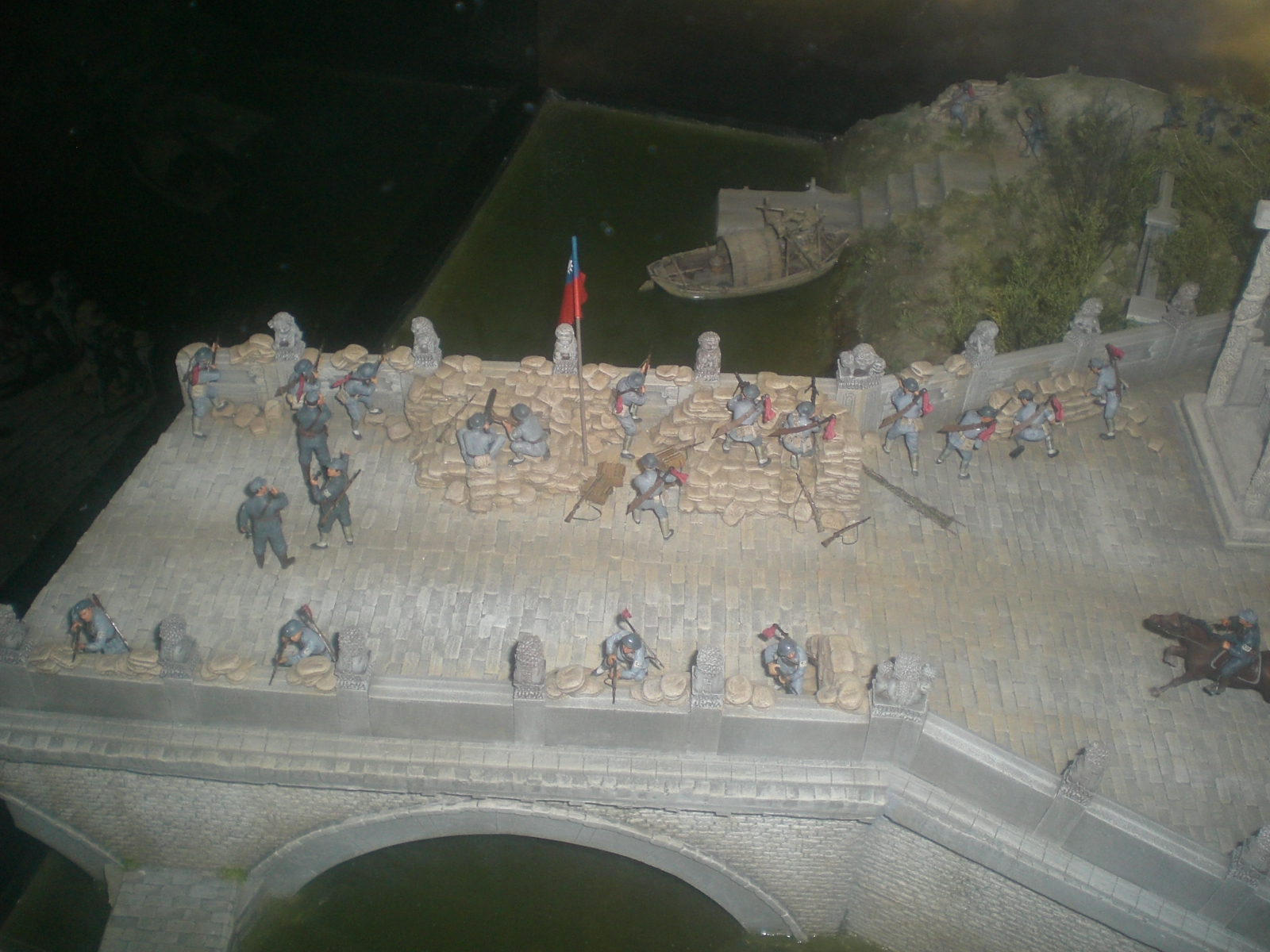

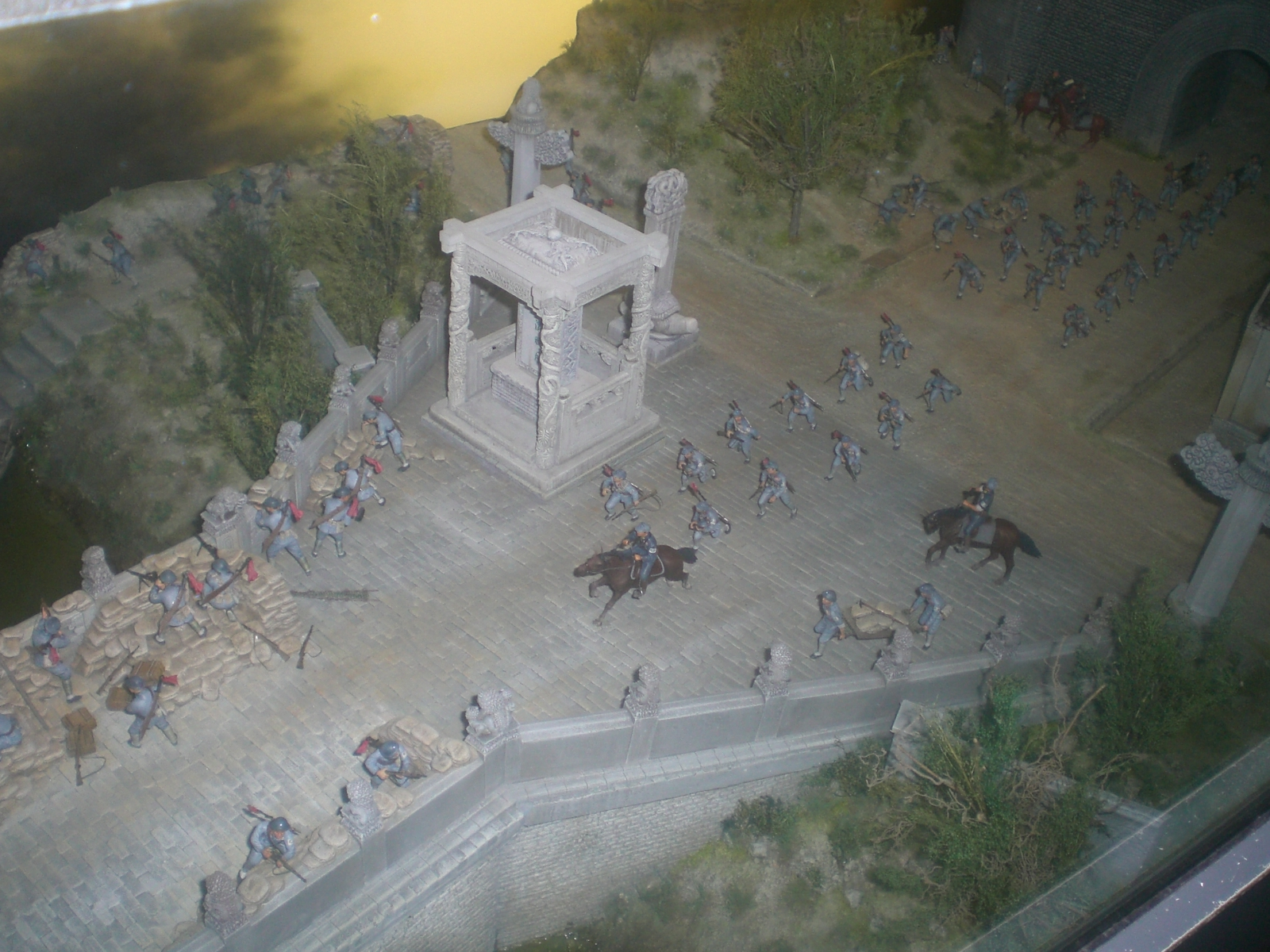
中国軍の戦闘のパノラマ模型。

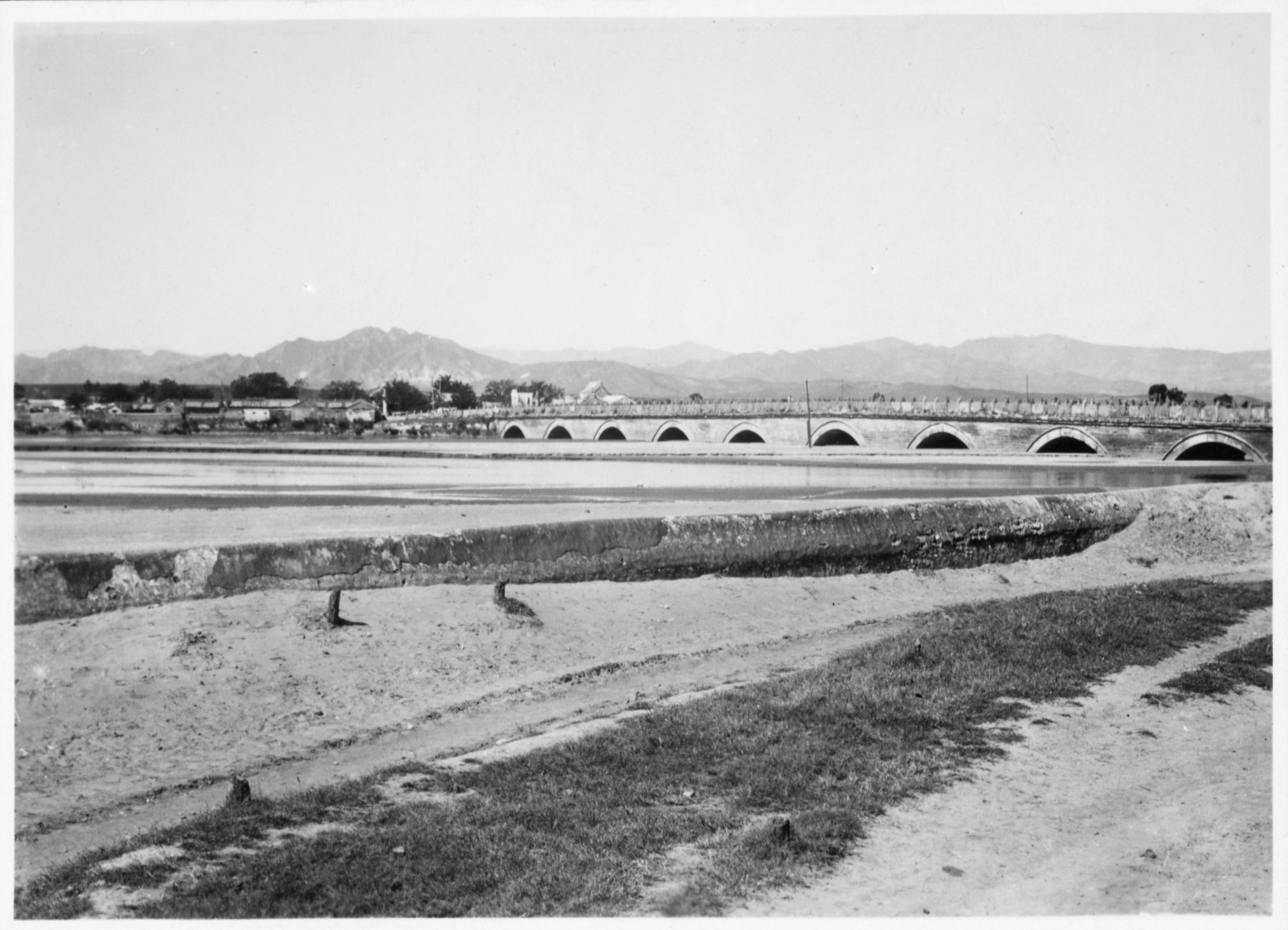
事件後に日本人が撮影した盧溝橋

1937年7月6・7日、豊台に駐屯していた日本軍支那駐屯歩兵第1連隊第3大隊（第7、8、9中隊、第3機関銃中隊）および歩兵砲隊は、北平の西南端から10余キロにある盧溝橋東北方の荒蕪地で演習を実施した。
中国側は許可を出してはいないが、北京議定書では議定書に基づく駐留軍には演習権が認められており、中国側の許可は不要であった。ただし、第3大隊は北京議定書に示されていない豊台に駐留していた。第3大隊第8中隊（中隊長は清水節郎大尉）が夜間演習を実施中、午後10時40分頃永定河堤防の中国兵が第8中隊に対して実弾を発射したため、演習を中止し、集合ラッパにて部隊を集めた際にさらに十数発の銃撃を受け、点呼してみると1名の兵士がいなくなっていた。そのため清水中隊長はこの件を乗馬伝令を豊台に急派し大隊長の一木清直少佐に状況を報告するとともに、部隊を撤収して盧溝橋の東方約1.8キロの五里店に移動し7月8日午前1時ごろ到着した。7月8日午前0時ごろに急報を受けた一木大隊長は、警備司令官代理の牟田口廉也連隊長に電話した。牟田口連隊長は豊台部隊の一文字山への出動、および夜明け後に宛平県城の営長との交渉を命じた。
事態を重く見た日本軍北平部隊は森田中佐を派遣し、宛平県長王冷斎及び冀察外交委員会専員林耕宇等も中佐と同行した。これに先立って豊台部隊長は直ちに盧溝橋の中国兵に対しその不法を難詰し、かつ同所の中国兵の撤退を要求したが、その交渉中の8日午前4時過ぎ、龍王廟付近及び永定河西側の長辛店付近の高地から集結中の日本軍に対し、迫撃砲及び小銃射撃を以って攻撃してきたため、日本軍も自衛上止むを得ずこれに応戦して龍王廟を占拠し、盧溝橋の中国軍に対し武装解除を要求した。この戦闘において日本軍の損害は死傷者十数名、中国側の損害は死者20数名、負傷者は60名以上であった。
午前9時半には中国側の停戦要求により両軍は一旦停戦状態に入り、日本側は兵力を集結しつつ中国軍の行動を監視した。
北平の各城門は8日午後0時20分に閉鎖して内外の交通を遮断し、午後8時には戒厳令を施行し、憲兵司令が戒厳司令に任ぜられたが、市内には日本軍歩兵の一部が留まって、日本人居留民保護に努め比較的平静だった。
森田中佐は8日朝現地に到着して盧溝橋に赴き交渉したが、外交委員会から日本側北平機関を通して両軍の原状復帰を主張して応じなかった。9日午前2時になると中国側は遂に午前5時を期して盧溝橋に在る部隊を全部永定河右岸に撤退することを約束したが、午前6時になっても盧溝橋付近の中国軍は撤退しないばかりか、逐次その兵力を増加して監視中の日本軍に対したびたび銃撃をおこなったため、日本軍は止むを得ずこれに応戦して中国側の銃撃を沈黙させた。
日本軍は中国側の協定不履行に対し厳重なる抗議を行ったので、中国側はやむを得ず9日午前7時旅長及び参謀を盧溝橋に派遣し、中国軍部隊の撤退を更に督促させ、その結果中国側は午後0時10分、同地の部隊を1小隊を残して永定河右岸に撤退を完了した（残った1小隊は保安隊到著後交代させることになった）が、一方で永定河西岸に続々兵力を増加し、弾薬その他の軍需品を補充するなど、戦備を整えつつある状況であった。この日午後4時、日本軍参謀長は幕僚と共に交渉のため天津をたち北平に向った。
永定河対岸の中国兵からは10日早朝以来、時々盧溝橋付近の日本軍監視部隊に射撃を加える等の不法行為があったが、同日の夕刻過ぎ、衙門口方面から南進した中国兵が9日午前2時の協定を無視して龍王廟を占拠し、引き続き盧溝橋付近の日本軍を攻撃したため牟田口部隊長は逆襲に転じ、これに徹底的打撃を与え午後9時頃龍王廟を占領した。この戦闘において日本側は戦死6名、重軽傷10名を出した。
11日早朝、日本軍は龍王廟を退去し、主カは盧溝橋東北方約2kmの五里店付近に集結したが、当時砲を有する七、八百の中国軍は八宝山及びその南方地区にあり、かつ長辛店及び盧溝橋には兵力を増加し永定河西岸及び長辛店高地端には陣地を設備し、その兵力ははっきりしないものの逐次増加の模様であった。
一方日本軍駐屯軍参謀長は北平に於て冀察首脳部と折衝に努めたが、先方の態度が強硬であり打開の途なく交渉決裂やむなしの形勢に陥ったため、11日午後遂に北平を離れて飛行場に向った。同日、冀察側は日本側が官民ともに強固な決意のあることを察知すると急遽態度を翻し、午後8時、北平にとどまっていた交渉委員・松井特務機関長に対し、日本側の提議（中国側は責任者を処分し、将来再びこのような事件の惹起を防止する事、盧溝橋及び龍王廟から兵力を撤去して保安隊を以って治安維持に充てる事及び抗日各種団体取締を行うなど）を受け入れ、二十九軍代表の張自忠・張允栄の名を以って署名の上日本側に手交した。

## 事件前の状況

### コミンテルンの人民戦線と中国
1935年7月25日から開会された第七回コミンテルン大会では西洋においてはドイツ、東洋においては日本を目標とすることが宣言され、同時に世界的に人民戦線を結成するという決議を行い、特に中国においては抗日戦線が重要であると主張し始めた（コミンテルン指令1937年も参照）。コミンテルン支部である中国共産党はこの方針に沿って8月には「抗日救国のために全国同胞に告げる書（八・一宣言）」を発表し、1936年6月頃までに、広範な階級層を含む抗日人民戦線を完成した。コミンテルンによる中国の抗日運動指導は五・三〇事件に始まっており、抗日人民戦線は罷業と排日の扇動ではなく対日戦争の準備であった。1935年11月に起きた中山水兵射殺事件、1936年には8月24日に成都事件、9月3日に北海事件、9月19日に漢口邦人巡査射殺事件、9月23日には上海日本人水兵狙撃事件などの抗日運動を続発させた。さらに1936年12月に起きた西安事件におけるコミンテルンの判断も蔣介石を殺害するのではなく、人民戦線に引き込むことであった（敗戦革命論も参照）。西安事件翌月の1937年1月6日に中華民国南京政府は国府令として共産軍討伐を役目としていた西北剿匪司令部の廃止を発表している。

### 中華民国による中央集権化と抗日の動き
1931年に起きた満洲事変は、1933年の塘沽協定により戦闘行為は停止されたが、中華民国の国民政府は満洲国も日本の満洲占領も認めてはおらず、緊張状態にあった。1937年2月に開催された中国国民党の三中全会の決定に基づき南京政府は国内統一の完成を積極的に進めていた。地方軍閥に対しては山西省の閻錫山には民衆を扇動して反閻錫山運動を起し、金融問題によって反蔣介石側だった李宗仁と白崇禧を中央に屈服させ、四川大飢饉に対する援助と引換えに四川省政府首席劉湘は中央への服従を宣言し、宋哲元の冀察政府には第二十九軍の国軍化要求や金融問題で圧力をかけていた。
一方、南京政府は1936年春頃から各重要地点に対日防備の軍事施設を用意し始めた。上海停戦協定で禁止された区域内にも軍事施設を建設し、保安隊の人数も所定の人数を超え、実態が軍隊となんら変るものでないことを抗議したが中国側からは誠実な回答が出されなかった。また南京政府は山東省政府主席韓復榘に働きかけ対日軍事施設を準備させ、日本の施設が多い山東地域に5個師を集中させていた。このほかにも梅津・何応欽協定によって国民政府の中央軍と党部が河北から退去させられた後、国民政府は多数の中堅将校を国民革命軍第二十九軍に入り込ませて抗日の気運を徹底させることも行った。

### 第二十九軍
日本軍と衝突した国民革命軍第二十九軍は1925年以来西北革命軍として馮玉祥の下で国民党の北伐に参加。1928年宋哲元の陝西省主席就任にともなって陝西に入る。1930年蔣介石との戦いに敗北。1932年宋哲元が察哈爾省主席就任時に全軍河北省に移動。1933年に長城抗戦で日本軍に敗れる。1935年6月中央軍撤退を機に河北省に進出して北京・天津を得て兵力十数万となる。
長城抗戦の時期、中国北部を完全に蔣介石直系軍(いわゆる中央軍)の支配とするため、宋哲元らの非中央軍は雑軍整理のために日本軍と対峙させられ、日本軍・満州軍にできるだけ打撃を被るように仕向けられ、敗走すれば中央軍に武装解除されていた。
宋哲元は日本から張北事件の責任を追及された際には、南京政府によって察哈爾省政府主席を罷免された。一方、梅津・何応欽協定により蔣介石直系軍が河北省から撤退し、その後の河北自治運動が宋哲元自身の勢力拡大に有利であり、大義名分もあることを背景に中国北部に新政権を樹立する行動を取ると、宋哲元が北方自治政権樹立を決意したことに激怒した蔣介石は宋哲元に対し「中央の意思に叛くようなことがあれば断固たる措置を取る」という警告の電報を送り、宋哲元からは中国北部の自治を要求する電報が中央に送られると、中央からは中国北部の新政権はあくまで南京政府の支配下に置くという腹案を携えて何応欽が北平に派遣されて交渉が開始された。宋哲元はこれに対抗して一切の官職を辞して天津に退避し、何応欽には北平からの退去勧告を出すなどの過程を経て、結局1935年12月18日に冀察政務委員会が成立した。この政権の目的は「河北省の民衆による自治と防共」「外交、軍事、経済、財政、人事、交通の権限を中央からの分離」とされた。日本との提携が強調され、翌年2月には土肥原賢二少将を冀察政務委員会最高顧問に招聘することを求め、日本軍当局は土肥原を中将に昇進させてこれに応じている。なお、日本は華北分離工作において軍事圧力もいて蔣介石と一枚岩とは言えない宋哲元に自治を要求したが拒否されたとする主張がある。
しかし、第二十九軍は抗日事件に関して張北事件、豊台事件をはじめとし、盧溝橋事件までの僅かな期間だけでも邦人の不法取調べや監禁・暴行、軍用電話線切断事件、日本・中国連絡用飛行の阻止など50件以上の不法事件を起こしていた。
盧溝橋事件前、第二十九軍はコミンテルン指導の下、中国共産党が完成させた抗日人民戦線の一翼を担い、国民政府からの中堅将校以外にも中国共産党員が活動していた。副参謀長張克侠をはじめ参謀処の肖明、情報処長靖任秋、軍訓団大隊長馮洪国・朱大鵬・尹心田・周茂蘭・過家芳らの中国共産党員は第二十九軍の幹部であり、他にも張経武・朱則民・劉昭らは将校に対する工作を行い、張克侠の紹介により張友漁は南苑の参謀訓練班教官の立場で兵士の思想教育を行っていた。
第29軍は盧溝橋事件より2カ月あまり前の1937年4月、対日抗戦の具体案を作成し、5月から6月にかけて、盧溝橋・長辛店方面において兵力を増強するとともに軍事施設を強化し、7月6日、7日には既に対日抗戦の態勢に入っていた。

### 日本軍
日本軍北支那駐屯軍は、中国側戦力を警戒し天津に主力を、さらに北平城内と北平の西南にある豊台に一部隊ずつを置き、この時期に全軍に対して予定されていた戦闘演習検閲のため連日演習を続けていた。北平や天津への支那駐屯軍の駐兵は北清事変最終議定書(北京議定書)に基づくもので、1936年5月には従来の二千名から五千名に増強していた。この増強は長征の期間にあった共産軍の一部が山西省に侵入したことを日本陸軍が重視したことと日本居留民増加のため保護に当たる兵力の不足が痛感されたことが理由であったが、公表されぬことながら北支問題について関東軍の干渉を封ずることも目的にあった。
しかし、豊台は北清事変最終議定書(北京議定書)における駐留地点としての例示にはなく、1911年から27年まで英国が駐屯した実績から選ばれたが、陸軍自身の調査により「豊台ニハ日本軍ノ法的根拠ナキ」との結論が出されている。その上で「取敢一部隊ヲ臨時形式ヲ以テ派遣シ時日ノ経過ト共ニ之ヲ永駐化スル」と、臨時措置を口実として法的根拠の無い永続的駐留を既成事実化する方策の下、中華民国の反対を押し切って1936年6月に豊台駐留は行われた。豊台にはもともと中華民国第二十九軍第三十七師の一部隊が駐屯しており、そこへ日本軍が駐屯し、第一次、第二次の豊台事件が起き、中国軍が撤退する形で収束した。

#### 共産軍の山西省攻撃と支那駐屯軍増強
長征として知られる中共軍の江西根拠地からの大西遷により、1935年秋陝西省に移った中共軍は、主力の集結を待たず、二万余の全兵力を挙げて、1936年2月17日、突如、山西省内に進出した。陝西の中共軍にたいしては、張学良の東北軍・楊虎城の西北軍・閻錫山の山西軍が第一線に立ち、後方に准中央軍・中央軍が配備されていた。中共の巧妙な工作により、東北軍・西北軍は中共軍に対する戦意がなく、中共軍の攻撃は専ら山西軍に向けられ僅か一カ月の間に山西省の三分の一を占領した。数年来討伐軍と戦火を交えた共産軍はその作戦、戦術において山西・綏遠などの地方軍隊に比べはるかに優秀であった。脚力に依存した行軍力に優れ、弾丸が十分でないため射撃に無駄なく秀れた腕前を持ち、斥候の偵察状況判断が的確で住民との連絡は完璧、主力部隊のとの交戦を避け、敵の意表をつき、各個撃破の作戦ではパルチザン式による高い効果を上げ、時と場所、情勢に即して宣伝が巧みであった。一方、山西軍は山西モンロー主義の中、長年産業道路の建設に使役され、銃をとって戦線を駆け回ることが難しく、共産軍一流の宣伝上手により討伐どころか寝返りの危険が全線に蔓延した。閻錫山の計画経済、土地国有も巧みに擬装された山西省の省民搾取の手段方法だったと暴露され山西省の民を取り込む共産軍側の宣伝材料にされてしまった。
宋哲元は山西省共産化の危機が増大したことに鑑み、共産軍の河北省および察哈爾省への侵入を防ぐために取りあえず第二十九軍の一部を省境に配置し、自ら保定に赴き数日間にわたり河北省南部の県長会議を招集して防共に関する指針を与え、3月29日察哈爾省主席張自忠より察哈爾省における防共の情勢を聴取し協議を行い、午後天津に赴き多田駐屯軍司令官、松室北平特務機関長、今井北平武官らと会見して北支防共に関する会議を行なった。3月30日、多田駐屯軍司令官と冀察綏靖主席宋哲元との間で、防共に関する秘密協定が結ばれ「相協同シテ一切ノ共産主義的行為ノ防遏に従事スル」ことを約したといわれる。また31日に調印されたという細目協定の要旨は、(一)冀察政権は閻錫山と協同して共匪の掃蕩に従事す。これがため閻錫山と防共協定を結ぶことに努む。閻錫山にして之を肯ぜざるときは適時独自の立場に於て山西に兵を進め共匪を掃滅す。(二)共産運動に関する情報の交換。(三)冀察政権は、防共を貫徹するため、山東側、綏遠側と協同し、必要に応じ防共協定を結ぶことに努む。(四)日本側は、冀察側の防共に関する行為を支持し、必要なる援助を行なう、と決めている。
東アジア全体の安定のため日本から提議された北支、外蒙古における赤化の日支共同防衛に関して南京政府と協議する件については南京政府にその熱意はなかった。それどころか共産軍の迂回行動に当って、その進路を示したのは蔣介石であり、蔣介石の意思は共産軍の進路を決定する一要素であった。蔣介石は剿匪の名の下に討伐の指揮を執りつつ、常に軍事行動を利用して中央の威令の及ばない地方勢力に対する中央政権の拡大強化を計ろうとする巧妙な政略を忘れず、討伐の戦略も決して殲滅作戦は取らず、一定の計画の下に一定の方向に向かって共産軍を駆逐し、それを追撃しつつ大局の目的を遂げるのを常としていた。
1936年4月17日、廣田内閣は閣議をもって支那駐屯軍の増強を決定した。北支に派遣される諸隊は、5月9～10日宇品港から、5月22～23日新潟港から乗船輸送され、軍は6月上旬編成を完結した。軍司令官は田代皖一郎中将、そして軍司令部、支那駐屯歩兵第二聯隊、軍直諸隊は天津に位置し、歩兵旅団司令部および支那駐屯歩兵第一聯隊を北平および豊台に、その他一部の歩兵部隊を塘沽・灤州・山海関・秦皇島などに配置した。なお、参謀本部は増強された支那駐屯軍の一部を通州に駐屯させ、これによって冀東防衛の態勢を確立させる案であったが梅津美治郎陸軍次官から外国軍隊の北支駐屯を定めた北清事変最終議定書の趣旨に照らして京津鉄道から離れた通州に駐屯軍を置くことはできないという強い反対があったため通州の代わりに北平西南4キロの豊台に駐屯軍の一部(一個大隊)を置くことになった。豊台は北寧鉄路の沿線であるが北京議定書で例示された地点ではなく、1911年から27年まで英国が駐屯した実績があるとして選ばれたが、陸軍自身の調査でも「豊台ニ法的根拠ナシ」との結論が出されており、法的根拠なしに臨時として部隊を置きこれを永駐化する方針の元に駐兵が行われた。豊台駐兵は中国外交部の反対にもかかわらず行われた上、中国軍兵営とも近く、盧溝橋事件の遠因と指摘されてきた。東京裁判でも、駐兵場所の問題について議論が行われている。盧溝橋事件の現場に居合わせた今井武夫北平武官によれば豊台は北寧、平漢両線の分岐要点の為、北平の戦略的遮断の意図と誤解され、かえって中国側の神経を刺激し、とかく物議の種となり、豊台事件を惹起するに至った。中村粲によれば、梅津次官は国際条約尊重の念から通州駐屯に反対したが豊台に駐屯した部隊が盧溝橋事件に巻き込まれたこと、さらに多数の日本居留民が虐殺された通州事件が通州における日本軍不在を狙って計画されたことは日本の善意が悲劇を招いた事例であるとしている。

#### 北支における日本陸軍の作戦計画要領
日本陸軍が北支で作戦する場合、作戦計画策定の基礎として、「昭和十二年度帝国陸軍作戦計画要領」が訓令により次のように示されていた。

#### 第二十九軍との緊張
事件発生前、盧溝橋付近における第二十九軍の動静には不穏な動きが日増しに顕著になっていた。この模様を「支那駐屯歩兵第一聯隊戦闘詳報」に、次のように記述している。
一方、盧溝橋付近日本軍の状態については、前述戦闘詳報に次のように記されている。

### 第二十九軍の対日抗戦準備
第29軍は馮玉祥が率いた西北軍が改編されて中国国民党の地方部隊となったため、抗日精神が強烈であった。第29軍は1935年（昭和10年）12月ごろ、日本軍を仮想敵として、秘密裏に作戦計画を作成した。1936年12月の西安事件後、抗日民族統一戦線の形成が促進されると、1937年（昭和12年）4月から5月にかけて、第29軍の幕僚は、対日抗戦の具体的作戦計画を研究、作成した。副参謀長の張克侠は、攻撃をもって守備となす、という積極的作戦計画を作成した。この計画は第29軍10万の兵力を数個の集団に編成し、天津・北平・察哈爾の三戦区に分け、保定地区を総予備隊集結地区とし、戦区内の日本軍を壊滅し、その後戦況の進展に応じ、全力で山海関に向かって前進し、華北の日本軍を一挙に撃滅するというものであり、中国共産党北方局の同意を経た後、軍長の宋哲元に報告された。宋はこの計画に基づき準備を促進するよう張克侠に命令した。また宋哲元は第29軍全軍に対して、華北の日本軍を標的として軍事訓練を厳しく実施することを命令し、同軍は5月から6月にわたって頻繁に軍事演習を実施した。
そして、盧溝橋一帯の守備態勢を強化した。宛平県城内には歩兵1個連（中隊）と盧溝橋守備の営（大隊）本部が駐屯、長辛店には騎兵1個連が駐屯していたが、5月下旬に、城外に歩兵3個連（中隊）が増駐し、6月に、盧溝橋西南約6キロの町長辛店に第219団（連隊）所属の歩兵2個営（大隊）が新たに駐屯した。機関銃陣地と野砲陣地が構築されていた長辛店北方の高地には、散兵壕が新しく構築され、永定河左岸の10個のトーチカが掘り出され、使用できるようになった。そのほか盧溝橋付近の砂礫地帯と宛平県城の北側、東側、西側の三方面の警戒が厳重になり、夜間には歩哨所が増設された。永定河堤防上には鉄道橋付近から龍王廟にわたり一連の散兵壕が完成しつつあった。

### 日本政府の国策
満洲国保険事業
司法省は事件が勃発する約3週間前の1937年6月17日、満州国に民法を公布しており、年内施行の予定であった。また商工省・拓務省は、事件が発生しなければ、7月に満洲国保険業法を公布施行の予定であった。しかしながら同法は事件発生により公布が遅れ、10月1日、先に政府の満洲国郵政生命保険事業が開始。満州国保険業法は、その後の12月27日公布、翌日施行となった。
なお、事件翌年の1938年1月11日には厚生省が創設された。当時の5大生命保険のうち第一生命保険は、6月6日に満州国での事業許可を申請するも認可がとれずに監査役の元軍人浜口吉兵衛や支配人、調査役が辞任し、11月15日、逓信省出身であった石坂泰三が取締役社長に就任し、翌年の1939年1月13日に営業許可を受けている。
日本綿業の衰退
1937年初頭「日米綿業協定」が調印・実施され、同年から2年間、日本企業の対米綿布輸出量は年間2億5500万㎡に制限された。日本経済は当時、布糸類製造の紡績業で成り立っており、これらABCD包囲網による失業増加と不景気は避けられなかった。

### 前日
7月6日、第29軍第37師第110旅長の何基灃は、盧溝橋一帯を守備している第219団に対して、日本軍の行動に注意し、これを監視するよう要求し、もし日本軍が挑発したならば、必ず断固として反撃せよ、と命令した。第29軍第37師第110旅第219団第3営長の金振中は、日本軍の演習を偵察した後、宛平県城内で軍事会議を開催し、各連（中隊）に対して周到な戦闘準備を整えるように要求し、日本軍がわが陣地100メートル以内に進入した場合は射撃してよく、敵兵がわが軍の火網から逃れないようにすることを指示した。7月7日、保定に常駐している第37師長の馮治安は急遽北平に帰還し、何基灃と協議のうえ、対日応戦準備の手配をした。
なお、張克侠（1939年共産党に入党）、何基灃・金振中は1948年11月から1949年1月にかけて江蘇省徐州付近の淮海戦役の初期に、国民党軍から共産党軍に寝返った。

## 北平付近に展開されていた各国兵力

### 中国国民党国民革命軍
第29軍兵力編成表
司令：宋哲元、副司令：秦徳純、参謀長：張樾亭
| 部隊           | 司令官              | 配置   | 隷下部隊                         | 兵員       |
| -------------- | ------------------- | ------ | -------------------------------- | ---------- |
| 第37師         | 師長:馮治安         | 西苑   | 第109、第110、第111、独立第25旅  | 約15,750名 |
| 第38師         | 師長:張自忠         | 南苑   | 第112、第113、第114、独立第26旅  | 約15,400名 |
| 第132師        | 師長:趙登禹         | 河間   | 第1、第2、独立第27旅             | 約15,000名 |
| 第143師        | 師長:劉汝明         | 張家口 | 第1、第2、独立第29旅、独立第20旅 | 約15,100名 |
| 独立39旅       | 旅長:阮玄武         | 北苑   |                                  | 約3,200名  |
| 独立40旅       | 旅長:劉汝明（兼務） | 張家口 |                                  | 約3,400名  |
| 騎兵第9師      | 師長:鄭文章         | 南苑   |                                  | 約3,000名  |
| 独立騎兵第13旅 | 旅長:姚景川         | 宣化   |                                  | 約1,500名  |
| 特務旅         | 旅長:孫玉田         | 南苑   |                                  | 約4,000名  |
| 河北辺区保安隊 | 司令:石友三         | 黄寺   |                                  | 約2,000名  |

河北省、察哈爾省にある第二九軍以外の部隊（7月上旬）
| 部隊      | 司令官      | 所属     |
| --------- | ----------- | -------- |
| 第39師    | 師長:龐炳勲 | 西北軍   |
| 第68師    | 師長:李服膺 | 徐永昌軍 |
| 第91師    | 師長:馮占海 | 旧東北軍 |
| 第101師   | 師長:李俊功 | 山西軍   |
| 第116師   | 師長:繆澄流 | 万福麟軍 |
| 第119師   | 師長:黄顕声 | 旧東北軍 |
| 第130師   | 師長:朱鴻勲 | 万福麟軍 |
| 第139師   | 師長:黄光華 | 商震軍   |
| 第141師   | 師長:李鴻文 | 商震軍   |
| 第142師   | 師長:呂済   | 商震軍   |
| 騎兵第2師 | 師長:黄顕声 | 旧東北軍 |

総兵力約153,000名

### 日本陸軍
支那駐屯軍（総兵力約5,600名）
| 天津部隊                                               | 司令官                                     |
| ------------------------------------------------------ | ------------------------------------------ |
| 軍司令部                                               | 軍司令官:田代皖一郎中将、参謀長:橋本群少将 |
| 支那駐屯歩兵第一聯隊第二大隊                           |                                            |
| 同歩兵第二聯隊（第三中隊及び第三大隊欠）               | 長:萱嶋高大佐                              |
| 同戦車隊                                               | 長:福田峯雄大佐                            |
| 騎兵隊                                                 | 長:野口欽一少佐                            |
| 砲兵聯隊（第一大隊 山砲二中隊、第二大隊 十五榴二中隊） | 長:鈴木率道大佐                            |
| 工兵隊                                                 |                                            |
| 通信隊                                                 |                                            |
| 憲兵隊                                                 |                                            |
| 軍病院                                                 |                                            |
| 軍倉庫                                                 |                                            |

| 北平部隊                             | 司令官                  |
| ------------------------------------ | ----------------------- |
| 支那駐屯歩兵旅団司令部               | 旅団長:河邉正三少将19期 |
| 同歩兵第一聯隊（第二大隊と一小隊欠） | 長:牟田口廉也大佐22期   |
| 電信所                               |                         |
| 憲兵分隊                             |                         |
| 軍病院分院                           |                         |

| 分遣隊 | 注釈                                   |
| ------ | -------------------------------------- |
| 通州   | 歩一の一小                             |
| 豊台   | 歩一の第三大隊、歩兵砲隊               |
| 塘沽   | 歩二の第三中隊                         |
| 唐山   | 歩二の第七中隊                         |
| 灤州   | 歩二の第八中隊〈一小欠〉               |
| 昌黎   | 歩二の一小                             |
| 秦皇島 | 歩二の一小                             |
| 山海関 | 歩二の第三大隊本部、第九中隊〈一小欠〉 |

以上のほか、次のような陸軍機関（特務機関）等がいた。
| 配置                 | |
| -------------------- | --- |
| 北平陸軍機関         | 長:松井太久郎大佐22期、輔佐官:寺平忠輔大尉35期、第二九軍軍事顧問:中島弟四郎中佐24期、長井徳太郎少佐30期、笠井牟藏少佐 |
| 通州陸軍機関         | 細木繁中佐25期、甲斐厚少佐                                                                                            |
| 太原陸軍機関         | 河野悦次郎中佐25期 |
| 天津陸軍機関         | 茂川秀和少佐30期 |
| 張家口陸軍機関       | 大本四郎少佐30期 |
| 済南陸軍機関         | 石野芳男中佐28期 |
| 青島陸軍機関         | 谷萩那華雄中佐29期 |
| 北平駐在武官輔佐官   | 今井武夫少佐30期 |
| 陸軍運輸部塘沽出張所 | |

### 列強兵力
北支駐屯の外国軍隊は、英、米、仏、伊の四力国で、いずれも司令部を天津に置き、部隊を天津、北平に駐屯させ、さらに小部隊を塘沽、秦皇島、山海関に分屯させている国もあった。
| 国名 | 注釈                                                                               | 兵員   |
| ---- | ---------------------------------------------------------------------------------- | ------ |
| 英国 | 在香港支那駐屯軍司令官に属し、二年交代制である。天津772名、北平236名               | 1008名 |
| 米国 | 比島軍司令官の隷下にある天津の658名、本国海軍省に直属する北平の海兵隊508名、その他 | 1227名 |
| 仏国 | 在支全駐屯軍を指揮する在天津軍司令官の隷下に天津1375名、北平227名、その他          | 1823名 |
| 伊国 | 在上海極東艦隊司令官隷下の海兵隊が天津229名、北平99名                              | 328名  |

## 事件の経緯

### 7月7日
日本側
予定されていた戦闘演習検閲のため、この日も北平守備隊主力は北平の牟田口部隊長に率いられて北平の東にある通州において、豊台駐屯部隊の一部も豊台の西2Kmで盧溝橋の北側において夜間演習を行っていた。
- 第8中隊は中隊長清水節郎大尉の指揮により、予定を変更して午後7時30分に、龍王廟付近から東方に向かって演習を開始した。永定河の堤防上では200名以上の中国兵が作業していた。
- 盧溝橋付近に駐屯していた国民革命軍第二十九軍に属する第三十七師[81]第二百十九団の一部は盧溝橋の北およそ1Kmの龍王廟に陣を構えていたが[82]、第8中隊は午後10時30分ごろ、前段の演習が終了したので、各小隊および仮設敵に演習中止・集合を伝令によって伝達した。午後10時40分ごろ、仮設敵が軽機関銃の空砲を発射したところ、中国軍が第8中隊の背後から数発散発的に実弾を発射した。仮設敵は空砲射撃を続けていたので清水中隊長が集合ラッパを吹奏させると、再び中国軍は鉄道橋に近い堤防方向から十数発発砲した。これらの発砲の前後には宛平県城と永定河の堤防上に懐中電灯らしいものが明滅した。
- 中隊で人員の点検を行うと、第1小隊長の伝令志村菊次郎二等兵が行方不明であることが判明した。そのため中隊長は志村二等兵を捜索するとともに、状況を一木清直大隊長に報告するため、岩谷兵治曹長と内田市太郎一等兵を乗馬伝令として豊台に急派した。用便を済ませた志村二等兵は約20分後に発見された。しかしこのことは大隊長に報告されなかった。清水中隊長は部隊を撤収して盧溝橋の東方約1.8キロの五里店に移動し7月8日午前1時ごろ到着した。
- 7月8日午前0時ごろに急報を受けた一木大隊長は、警備司令官代理の牟田口廉也連隊長に電話した。牟田口連隊長は豊台部隊の一文字山への出動、および夜明け後に宛平県城の金振中第3営長との交渉を命じた。
- 午前2時すぎ、一木大隊長は五里店西端において清水中隊長と出会い、やがて到着した第3大隊主力を掌握し、午前3時20分、一文字山を占領して夜明けを待った[72][12]。
- 豊台の部隊長は部下と共に現地に赴き中国軍に無法な行為について詰問抗議すること、事件を知った牟田口部隊長は部隊で演習に参加しなかった者を北平東側に集合させ、森田中佐に冀察政務委員会の代表を現場に同行させて謝罪、事実確認などの交渉を行わせることが決められた[82]。
- 7月11日、現地の交渉で、中国側は日本側の要求を受け入れ、現地協定が調印された。

通州方面で演習を行っていた北平部隊は集結命令によって現地に急行しようとしたが、事件発生とともに通州街道につながる北平朝陽門は中国軍によって閉鎖され、部隊の移動が阻止された。また中国軍は北平郊外南苑の日本・中国間の連絡飛行に使用する飛行場も占拠し、豊台・天津間と豊台・北平間の日本軍用電話線も切断され、北平・天津間の一般電話も不通となっていた。このため、日本政府（第1次近衛内閣における閣議決定）や新聞報道では、事件が計画的に行われたことは明白との見解を示している。ニューヨーク・タイムズによれば、事件までの3カ月間にわたって緊張が高まっていたことから日中の衝突は驚きに値せず、前の週には北平警察は治安の混乱を起こそうとした300名の扇動者と便衣の共謀工作員を逮捕しており、また二十九軍に属する様々な部隊は不測の事態に備えてゆっくりと北平の周辺に集結していた。
中国側
「民国二十六年七月七日夜十一時、豊台駐屯の日軍の一部は宛平城外盧溝橋付近において夜間演習を名目となし、日兵一名が失踪したるを口実として、日軍武官松井は部隊を引率して宛平城内に進入し捜査せんことを要求す。当時わが盧溝橋駐在部隊は、第三七師第二一九団吉星文部隊の一営金振中部隊なり。時に深夜にして将兵は熟睡中なるをもって当然日軍の要求を拒絶す。日軍はただちに盧溝橋を包囲す。その後、双方は代表を現地に赴かしめ調査することに合意す。然るに日本の派したる寺平輔佐官は依然として日軍の入城、捜索を要求す。われ承諾せず。日軍は東西両門外にありて砲撃を開始す。われ反撃を与えず。日軍の攻撃本格的となるや、わが守備軍は正当防衛の目的をもって抵抗を開始す。双方に死傷者あり。暫時、盧溝橋北方において対峙の状態となる」:472

### 7月8日
<現地の動き>
- 3時25分：龍王廟方面から3発の銃声あり。乗馬伝令として豊台に派遣された岩谷兵治曹長と内田市太郎一等兵が演習場に戻り、所属中隊が移動したことを知らずに探し回っているのを、中国兵が狙撃したものであった。内田一等兵は馬の右側手綱の約三分の二を射抜かれた。現地では既に黎明の時分で、相当の距離においても彼我の識別は可能であった。そのため、一文字山でこの銃声を聞いた一木大隊長は「今や支那軍の対敵意志の確実なること一点の疑いなし」と判断した[92]。
- 4時00分：日中合同調査団が北平を出発。メンバーは、日本側が森田徹中佐・赤藤庄次少佐・桜井徳太郎少佐・寺平忠輔補佐官、他に通訳2名・1個分隊の護衛兵、中国側は王冷斎宛平県長・林耕宇冀察政務委員、他1名。5時00分前後、うち桜井中佐、寺平補佐官らは宛平県城（盧溝橋城）内に入り、中国側と交渉を開始した。
- 4時20分：一木大隊長が牟田口連隊長に電話にて再度の銃撃を報告。これを聞いた連隊長は戦闘開始を許可。一文字山を占領していた一木大隊は龍王廟方向に向かって攻撃前進を起こした。途中で一木隊長は桜井徳太郎中佐から、城外にいるやつに対しては、その29軍たるとなんたるとを問わず、日本軍が攻撃しようと討伐しようと、一切日本側のご自由にお任せする、と秦徳純が言ったことを聞いた。また、宛平県城には一般住民もいるので同城の攻撃は猶予してほしいと要望されこれを承諾した。一木大隊長は宛平県城は攻撃しない方針と永定河の堤防の方へ進撃することを命令した[93]。
- 5時すぎ：大隊長は永定河の堤防の陣地に多数の中国兵がいるのを目撃したので、歩兵砲の砲撃を命令したが、連隊長の戦闘許可を知らない森田中佐（連隊長代理として来着）の命令によって、砲撃はいったん中止された。

支那駐屯歩兵第一聯隊戦闘詳報によると以下のとおり
- 安保喜代治 (当時第八中隊第二小隊第四分隊長) によると「午前五時三〇分、攻撃命令で発進、第一小隊左、第二小隊右で一列縦隊で併進し、平素の演習そのままの状態でした。こうして中隊は敵陣地に対し攻撃前進して行きますと、この状況を壕外から監視しておった敵の将校が中隊に対して前進を停止せよと呼びかけ、野地少尉は我々は演習であるから通してほしいと言いながら前進、敵前約二〇米位の地点に至った時、監視中の敵将校が壕内に跳び込んだと同時に敵銃火による一斉射撃を受けた。」[95]といい、安井三吉は「この説明の通りだとすると、午前五時三〇分頃、「攻撃命令」が出ていたこと、中国軍から日本軍に対して「停止」の呼びかけがあったこと、野地少尉は「演習」だと言って中国軍陣地を通過しようとしたこと、中国側の発砲は、日本軍が「約二〇米位の地点」まで接近した時点でのことだったことになり、日本側の攻撃姿勢が明確になる。」と述べた[95]

- 約2時間後、現地での激戦は一旦収束。以降、15時30分頃に戦闘が再発するなど一時的な戦闘はあったものの、概ね小康状態にて推移。北平及び盧溝橋城内で、停戦に向けた交渉が行なわれる。

<日本の政府及び軍上層部の動き>
- 早朝、事件の第一報を知らせる電報が陸軍中央に到着。以降中央では、これを機に中国に「一撃」を加えて事態の解決を図ろうとする拡大派、対ソ軍備を優先しようとする不拡大派のせめぎあいが続く。
- 18時42分：参謀本部より支那駐屯軍司令官宛、「事件の拡大を防止する為、更に進んで兵力の行使することを避くべし」と不拡大を指示する総長電が発せられる。これは参謀本部の実質的な責任者であった石原莞爾少将の主導によるものであった。

### 7月9日
<現地の動き>
- 2時00分頃：「とりあえず日本軍は永定河の東岸へ、中国軍は西岸」へ、との日本側の「兵力引き離し」提案を中国側が呑む形で、停戦協議が成立。撤退予定時刻は当初5時00分であったが、中国側内部の連絡の不備からその後も戦闘が散発し、最終的な撤退完了は12時20分頃までずれ込んだ。
- 5時：中国側より砲撃が行われる。[96]

<日本の政府及び軍上層部の動き>
- 8時50分頃：臨時閣議。陸相より3個師団派遣等の提案が行なわれたが、米内海相などの反対により見送りとなった。
- 夜：参謀本部より支那駐屯軍参謀長宛、「中国軍の盧溝橋付近からの撤退」「将来の保障」「直接責任者の処罰」「中国側の謝罪」を対支折衝の方針とするよう通達する電文が、次長名をもって発せられる。

### 7月10日
<現地の動き>
- 前日の次長電を受けた形で、橋本群参謀長は中国側に対して、「謝罪」「責任者の処罰」「盧溝橋付近からの撤退」「抗日団体の取締」を骨子とする要求を提出。以降、この内容を軸に交渉が継続される。
- 日本軍の将校斥候へ向けて迫撃砲が撃たれる。[96]

<日本の政府及び軍上層部の動き>
- 午前：参謀本部第三課と第二部が「支那駐屯軍の自衛」「居留民保護」を理由とする派兵提案を含む情勢判断を提出。参謀本部内にも異論はあったが、最終的には石原少将も同意、案は陸軍省に送付された。「国民党中央軍の北上」「現地情勢の緊迫」の報が実態以上に過大に伝えられたことが、派兵の決定に大きな影響を与えたと言われる。

### 7月11日
<現地の動き>
- 20時00分：「責任者の処分」「中国軍の盧溝橋城郭・龍王廟からの撤退」「抗日団体の取締」を骨子とする現地停戦協定が成立した（松井-秦徳純協定）。

<日本の政府及び軍上層部の動き>
- 11時30分：五相会議にて、陸相の「威力の顕示」による「中国側の謝罪及保障確保」を理由とした内地3個師団派兵等の提案が合意された。
- 14時00分：臨時閣議にて、北支派兵が承認された。
- 16時20分：近衛首相は葉山御用邸に伺候、北支派兵に関し上奏御裁可を仰いだ。
- 18時24分：「北支派兵に関する政府声明」により、北支派兵を発表。
- 21時00分：近衛首相は政財界有力者、新聞・通信関係者代表らを首相官邸に集め、国内世論統一のため協力を要請。以降、有力紙の論調は、「強硬論」が主流となる。

本来事件は、現地での停戦交渉の成立をもって終息に向かうはずのものであった。しかし、日本政府と中国政府は、停戦協定と並行して大兵力を動員させた。このことは、主戦派や強硬派を勢いづけ、以降の事件拡大の大きな要因となった。

### 7月12日以降
7月13日、北平の大紅門で日本軍トラックが第38師によって爆破され日本兵4名が殺害される（大紅門事件）。 7月14日、日本軍騎兵が惨殺される。 7月18日、日本軍偵察機への射撃が行われる。 7月19日、蔣介石は「最後の関頭」演説を公表して、抗戦の覚悟を公式に明らかにした。同日、宛平県城内より日本軍への砲撃が行われる。 以降、7月20日の宛平県城内より日本軍への再砲撃と日本軍の報復砲撃。 7月25日の郎坊事件、26日の広安門事件を経て、28日には北支における日中両軍の全面衝突が開始された。

## 共産党の策動
共産党中央は7月8日、全国に通電して、局地解決反対を呼びかけ、7月9日、宣伝工作を積極化し、各種抗日団体を組織すること、必要あれば抗日義勇軍を組織し、場合によっては直接日本と衝突することを、各級党部に指令した。
7月11日、周恩来は廬山国防会議に招かれ、15日には共産党の合法的地位が認められた。11日の周恩来・蔣介石会議で、周恩来は抗日全面戦争の必要を強調した。そして国民政府が抗日を決意し、民主政府の組織、統一綱領を決定すれば、共産党は抗日の第一線に進出することを約束した。7月13日、毛沢東・朱徳の名で国民政府に即時開戦を迫り、7月15日、朱徳は「対日抗戦を実行せよ」と題する論文を発表し、日本の戦力は恐るるに足らず、抗戦は持久戦となるが、最後の勝利は中国側にあることを説いた。
南京政府と冀察政務委員会が日本側と妥協しようとしたため、共産党中央は7月23日、「第二次宣言」を発して、全面抗戦・徹底抗戦の実行を強調し、(1)日本提出の三条件（冀察政務委員会の日本への謝罪、29軍の永定河以西への撤退、抗日運動の停止）を拒否すること(2)29軍に即時大軍を増派し、全国の軍隊を総動員して抗戦の実行(3)大規模に民衆を動員、組織、武装して人民抗日統一戦線組織の設立(4)全国的対日抵抗の実行。和平談判を停止し、日本人のすべての財産を没収し、日本大使館を封鎖し、すべての漢奸・特務機関を粛清すること(5)政治機構の改革。親日派、漢奸分子の粛清(6)国共両党の親密合作の実現(7)国防経済と国防教育の実行(8)米・英・仏・ソ諸国と各種の抗日に有利な協定の締結、の8項目の提案を発表した。

## 関東軍の動き
関東軍司令部（軍司令官:植田謙吉大将10期、参謀長:東條英機中将17期）は盧溝橋事件発生の報に接すると、八日早朝会議を開き、「ソ連は内紛などのため乾岔子事件の経験に照らしても差し当たり北方は安全を期待できるから、この際冀察に一撃を加えるべきである」と判断し、参謀本部へは「北支ノ情勢ニ鑑ミ独立混成第一、第十一旅団主力及航空部隊ノ一部ヲ以テ直ニ出動シ得ル準備ヲ為シアリ」と報告した。
関東軍では、事件が発生すると、八日、機を失せず独立混成第十一旅団等に応急派兵を命じ満支国境線に推進させた。該旅団は九日夕までに主力をもって承徳市・古北口間、一部をもって山海関に集結した。また関東軍飛行隊主力も錦州、山海関地区に集結した。
支那駐屯軍は、八日午後、事態の将来を顧慮し、関東軍に対し弾薬、燃料及び満鉄従業員ならびに鉄道材料の増派援助方に関し協議した。
また同日十八時十分、関東軍は「暴戻なる支那第二九軍の挑戦に起因して今や華北に事端を生じた。関東軍は多大の関心と重大なる決意とを保持しつつ厳に本事件の成行きを注視する」と声明した。関東軍が所管外の事柄に対して、このような声明を公表することは異例であり、この事件に対する異常な関心を示したものである。
更に関東軍は支那駐屯軍に連絡しかつ幕僚を派遣して強硬な意見を述べ（九日、辻政信大尉36期、天津着）両軍連帯で中央に意見具申をしようと申し入れた。支那駐屯軍は、すでに不拡大方針で事件処理に当たっており、かつソ連が今出て来ないという対ソ情勢判断に責任が持てないこと、関東軍が中国問題を非常に軽く見ていることに不安を感じ、申し入れを断った。
また朝鮮軍（軍司令官:小磯國昭中将12期）も関東軍と同様に「北支事件ノ勃発ニ伴ヒ第二十師団ノ一部ヲ随時出動セシメ得ル態勢ヲトラシメタリ」と報告した。これは年度作戦計画訓令に基づく応急の措置であったが、小磯大将自身は「この事態を契機とし支那経略の雄図を遂行せよ」という意見であった。

## 国民党中央軍の北上
7月9日に蔣介石は中央軍に対し徐州付近に駐屯していた中央軍4個師団に11日夜明けからの河南省の境への進撃準備を命じた。蔣介石は宋哲元に電報で平和談判をしても戦争に備えることは忘れずにと命令する。また、第26軍孫連仲に先ず2個師を保定・石家荘へ鉄道で運送し、宋哲元の指揮に任せるようと指示した。7月10日に200人以上の中国兵が迫撃砲で攻撃再開した。蔣介石は、7月16日には中国北部地域に移動した中国軍兵力は平時兵力を含めて約30個師団に達し、19日までに30個師団を北支に集結させた。

## 1発目を撃った人物
秦郁彦によれば、日本側研究者の見解は、「中国側第二十九軍の偶発的射撃」ということで、概ねの一致を見ているとしている。安井三吉は「日本では秦郁彦「現場大隊長が明かした貴重な証言」(『中央公論』1987年2月)や江口圭一『盧溝橋事件』 (岩波ブックレット)のように「第一発」の発砲者を中国国民革命軍第二九軍兵士とする見解が有力で、『日本側発砲説』ほとんど見られない。」、「意図的『計画』的になされたのではなく、演習中の支那駐屯軍第一聯隊第三大隊第八中隊の軽機関銃の発射音に驚いた第二九軍兵士が反射的に発砲したものであろうという解釈が一般的である。」と述べた。
坂本夏男は、第29軍が盧溝橋事件の数カ月前から対日抗戦の用意を進め、盧溝橋付近の中国軍は、7月6日、戦闘準備を整え、7日夜から8日朝にかけ日本軍に3回発砲し（最初の発砲の前後には、宛平県城の城壁上と龍王廟のあたりで懐中電灯で合図していた）、中国共産党は7月8日に全国へ対日抗戦の通電を発したことから、中国側が戦端を開くことを準備し、かつ仕掛けたものであり、偶発的な事件とは到底考えられないと主張している。
現場大隊長で後に中国共産党側に転向した金振中は、一貫して堤防への配兵を否認してきたが、1986年に出版された『七七事変』（中国文史出版社）の中で、部下の第11中隊を永定河の堤防に配置していたことを認めたうえ、部下の各中隊に戦闘準備を指令し、日本軍が中国軍陣地100メートル以内に進入したら射撃せよ、と指示していた事実を明らかにした。
中共軍将校としての経歴にもつ葛西純一は、中共軍の「戦士政治課本」に、事件は「劉少奇の指揮を受けた一隊が決死的に中国共産党中央の指令に基づいて実行した」と記入してあるのを自身の著作（新資料・盧溝橋事件）に記している。これが「中国共産党陰謀説」の有力な根拠としてあげられているが、秦郁彦は葛西が現物を示していないことから、事実として確定しているとはいえないとしている。常岡滝雄によれば当時紅軍の北方機関長として北京に居た劉少奇が、青年共産党員や精華大学の学生らをけしかけ、宋哲元の部下の第二十九軍下級幹部を煽動して日本軍へ発砲させたもので、1954年、中共が自ら発表したとしている。
一方でサーチナ（2009年5月15日付）によると、広東省の地元紙・羊城晩報に掲載された論説で、「中国共産党陰謀説」は「荒唐無稽な説」としながらも「劉少奇が盧溝橋事件を起こした」「劉少奇が盧溝橋で、日本軍と戦った」との記述が、共産党支配区域で配られた「戦士政治読本」と言うパンフレットに確かに書かれていると伝えている。ただし、これは中国共産党がプロパガンダのために嘘の戦功を書いたのであって「われわれ中国人の伝統的ないい加減さ」を指摘する論旨であり、このような嘘がかえって自分達の主張の信憑性を貶めていると結んでいる。
当時、北平大使館付武官輔佐官であった今井武夫少佐は以下のように述べている。
また、中国共産党北方局による抗日工作が第二九軍内に浸透したため、軍内の過激分子によって事件が引き起こされたとなす説がある。これは状況証拠すなわち前後の事情からして、ありそうなことである。また戦後に中共軍政治部発行の初級革命教科書のなかに「盧溝橋事件は中共北方局の工作である」と記述した資料があるとのことであり、中共による謀略の疑いも大きい。
なお「北平特務機関日誌」の七月十六日の記事に「北支事変ノ発端ニ就テ」の情報に関して、次のように述べている部分もある。

## 兵1名の行方不明について
第八中隊長がとりあえず不法射撃を受けたことと兵1名行方不明である状況を大隊長に報告したのち、約20分ほどしてこの兵は発見された。中隊長は五里店に引き揚げ、八日二時過ぎ大隊長に会い、行方不明の兵が復帰したことも報告した。大隊長・聯隊長は最初の事件報告を受けたときは、「暗夜の実弾射撃」以上に「兵一名行方不明」の方を重視し部隊出動を決意した。しかし二時過ぎには行方不明の兵発見の報告を受けているので、事後の中国側との折衝においても、当時はこれを全然問題にしていない。しかし、中国側では故意に兵一名行方不明及びその捜索を盧溝橋事件及び拡大の原因とし、不法射撃の件は不問に付している。東京の極東国際軍事裁判における秦徳純の供述、蔣介石の伝記「蔣介石」あるいは「何上将軍事報告」も同様であり、「抗戦簡史」にも次のように述べている。
「民国二十六年七月七日夜十一時、豊台駐屯の日軍の一部は宛平城外盧溝橋付近において夜間演習を名目となし、日兵一名が失踪したるを口実として、日軍武官松井は部隊を引率して宛平城内に進入し捜査せんことを要求す。当時わが盧溝橋駐在部隊は、第三七師第二一九団吉星文部隊の一営金振中部隊なり。時に深夜にして将兵は熟睡中なるをもって当然日軍の要求を拒絶す。日軍はただちに盧溝橋を包囲す。その後、双方は代表を現地に赴かしめ調査することに合意す。然るに日本の派したる寺平輔佐官は依然として日軍の入城、捜索を要求す。われ承諾せず。日軍は東西両門外にありて砲撃を開始す。われ反撃を与えず。日軍の攻撃本格的となるや、わが守備軍は正当防衛の目的をもって抵抗を開始す。双方に死傷者あり。暫時、盧溝橋北方において対峙の状態となる」
（右の文章は、昭和十二年七月八日の中国側新聞「亜州新報」夕刊に掲載された内容とほぼ同じである。当時この新聞を読んだ寺平大尉が発行人の林耕宇を難詰したところ、林耕宇は記者の創作であると白状し謝罪した。しかし単なる記者の創作でなく秦徳純の当時政府発表によるものではなかろうか）
中国中央放送局の九日十九時の放送によれば「日本軍は近来盧溝橋を目標として演習をなしゐたり。八日朝、たまたま日本軍の前進し来るを、わが方は盧溝橋（宛平県城）を奪取せらるるものと見られたり。然して之による衝突が事件の発端なり」と。（北平陸軍機関業務日誌）

## 事件直後の延安への電報
元日本軍情報部員である平尾治の証言によると1939年頃、前後の文脈などから中国共産党が盧溝橋事件を起したと読みとれる電文を何度も傍受したため疑問を抱いた。そこで上司の情報部北京支部長秋富繁次郎大佐に聞くと以下の説明を受けた。
盧溝橋事件直後の深夜、天津の日本軍特種情報班の通信手が北京大学構内と思われる通信所から延安の中国共産軍司令部の通信所に緊急無線で呼び出しが行われているのを傍受した。その内容は「成功した」と三回連続したものであり、反復送信していた。無線を傍受したときは、何が成功したのか、判断に苦しんだが、数日して、盧溝橋で日中両軍をうまく衝突させることに成功した、と報告したのだと分かった。
さらに戦後、平尾が青島で立場を隠したまま雑談した復員部の国府軍参謀も「延安への成功電報は、国府軍の機要室（情報部に相当）でも傍受した。盧溝橋事件は中共（中国共産党）の陰謀だ」と語っている。
これに対し、安井三吉は、この電報は、(1) 平尾や秋富自身が受信したものもないこと、(2) このような話が当時の軍関係者の回想、文書のなかに全くでてこないこと、(3) 支那駐屯軍がこの事実を把握していれば、当然反中共宣伝に利用したと想像できるにもかかわらず、そうしたことがないことの3点を挙げ、このような話が事実であったかどうか疑わしいと述べている。更に、(4) 1937年当時の平津地区と延安との無線連絡は、華北連絡局のルートで、天津から行われていたことが明らかになっていること、(5) 事件発生当日の深夜における盧溝橋の現場と北京大学間の連絡方法が不明であること、(6) 午前3時25分まで日中両軍には何の問題も発生しておらず、「成功した（成功了）」などとはいえないこと、(7) 中国共産党員がこのように重要な連絡を平文で打つとは考えられないこと、加えて、『戦史叢書 北支治安戦』383頁において、横山幸雄少佐が、「中共の暗号は重慶側と異なり、その解読はきわめて困難であったが、昭和16年2月中旬、遂にその一部の解読に成功した」と述べていることを挙げ、平尾の回想（録）を以て、中共「計画」説の根拠とするのは飛躍があるといわざるをえない、と結論付けている。
なお、中国中学校歴史教科書には以下のような記述が見られる。
◆団結して抗戦する
7月8日、中国共産党は抗日の電報を各地に発し、全国人民に、団結して民族統一戦線の堅固な長城を築き、日本侵略者を中国から駆逐せよ、と呼びかけた。17日、蔣介石は廬山で談話を発表し、抗戦への備えがあることを示した。
中共の抗日を呼びかける電報
「北平、天津が、華北が、中華民族が危急の時を迎えている。全民族が抗戦を実践してこそわれわれの活路が開ける....
武装して北平、天津を防衛し、華北を防衛せよ。
日本帝国主義に寸土たりとも中国を占領させてはならぬ国土防衛のため最後の一滴まで血を流せ。
全中国の同胞、政府と軍は団結して民族統一戦線の堅固な長城を築き、日本侵略者の侵略に抵抗せよ。」

## 現地軍の折衝
寺平忠輔著の『日本の悲劇 盧溝橋事件』や児島襄著の『日中戦争4』では冀察政務委員会と支那駐屯軍らが粘り強く折衝している様子がある。例えば7月18日に、宋哲元は香月清司中将と天津宮島街の偕行社、即ち上海市長呉鉄城から譲り受けた洋館建ての倶楽部で会見を行い、張自忠・張允栄・陳中孚・陳覚生等を帯同し、悠揚迫らざる態度で車から降り立った。軍司令官は橋本参謀長はじめ、和知、大木、塚田等各参謀を侍立させ、この冀察の重鎮と握手した。宋哲元はまず、身をもって停戦協定条文の第一項、日本軍に対する遺憾の意表明を、いとも丁重厳粛な態度でやってのけた。7月21日には航空署街の秦徳純邸に中島弟四郎や笠井半蔵、二十九軍参謀長の張越亭、保安隊第一旅長の程希賢、交通副処長周永業、それに軍参謀の周思靖などが来合せて秦徳純を囲んで、三十七師の撤退を議論し、「今日の撤退は宋委員長の自発的意志に基き、松井機関長、今井武官、和知参謀とも協議の上、いよいよ実行に移す事になったわけです。どうかこれがスムーズに完了するよう、ひとえに顧問のお骨折りをお願いします」とくれぐれも頼んだ。しかし幾度も衝突が起こっており、結局開戦となった。

## 停戦協定と和平条件

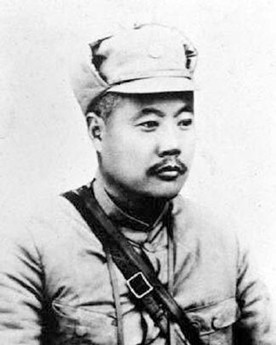
宋哲元は当初、停戦交渉に積極的であった。しかし7月25日以降に中国兵が暴発した際に、屈辱的条件の受諾よりも抗戦を選ぶとの決意を中央政府に告げて抗戦した。

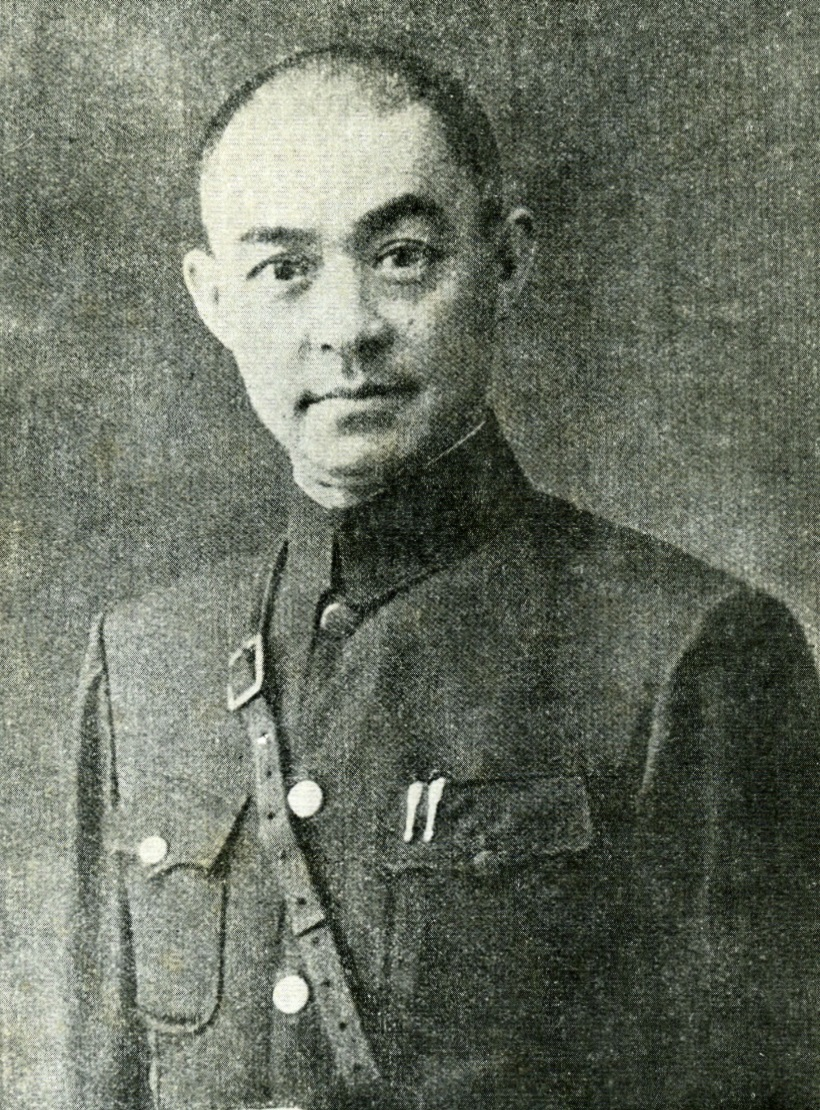
張自忠は7月11日だけでなく、7月19日にも停戦協定を結び、橋本群と共に戦線拡大を防ごうとした。しかし後に張は宜昌作戦で戦死を遂げる。

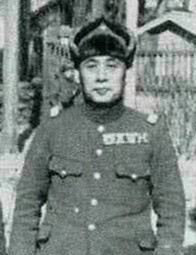
支那駐屯軍司令官の香月清司は対中強硬派であったものの、参謀本部に従って戦線は拡大させなかった。しかし中国兵暴発によって拡大する事になる。

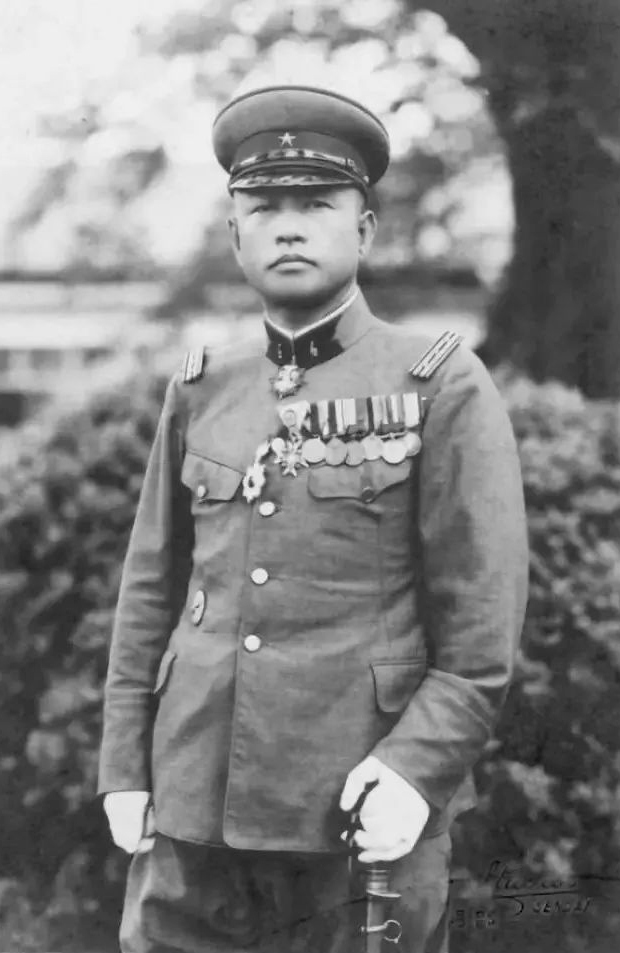
石原莞爾は満州事変の首謀者であったが、盧溝橋事件の際に強硬に拡大反対した事で東京裁判で戦犯にされなかった。しかし満州事変で下克上を起こしたために、盧溝橋事件では対中強硬派が下克上の波に乗ってしまう。

盧溝橋事件の停戦協定は、7月17日の陸軍が出した停戦協定は小競り合いであるために、中国軍の陳謝・更迭と北京撤退と言ったそれなりの条件であり、第二次上海事変が勃発する前だったため当然の事ながら非併合・非賠償の条件であった。これらの停戦協定は後の第1次・第2次のトラウトマン工作、汪兆銘工作、桐工作で出された日中戦争の和平条件に比べれば遥かに易しい条件であった。陸軍の対中強硬派とされる杉山元陸軍大臣、梅津美治郎陸軍次官なども外交官や現地軍の交渉には反対はしなかった。
しかし同時期の交渉は宋哲元が香月清司へ、張自忠が橋本群へ、広田弘毅が日高信六郎を介して王寵恵へ交渉していた。しかし中国軍兵士の抗日感情は高揚しており、日中両国の政府・外務省・軍中央の方針を無視し幾度も日本軍に対して散発的行為を行っていた。7月11日、停戦協定の細目は現地軍が妥協して行った。しかし近衛文麿の派兵発表で現地解決を困難にしてしまう。
増援決定を喜んだ現地の日本軍（支那駐屯軍）は、1937年7月13日段階で中国軍に北京からの撤退を求めた。そして、撤退が受け入れられない場合を予想して、北京攻撃の準備を20日までに完了することにした。7月17日、東京では陸相杉山元が中国側との交渉期限を7月19日にしたいと、五相会議で提案した。広田弘毅外相は、北京または天津での「現地交渉」に期限をつけるのはよいが、南京での国民政府あて外交交渉に期限をつけるのはまずいと反対した。海相米内光政、蔵相賀屋興宣も外相に同調し、杉山陸相も同意した。しかし、考えてみれば、広田外相の提案は、意味が不鮮明である。同日陸軍中央部は停戦協定の実施細目として以下を提案。この要求がいれられなければ、現地交渉を打切り「第二十九軍ヲ膺懲ス」との方針を決定した。それは「中国側の謝罪すべき当事者や、その方式を指定せず、又責任者の処罰も特定の人を指名せず、宋哲元の裁量にまかせる」という現地交渉担当者の考え方にくらべると、明らかに過大な要求であり、宋哲元に対し、蔣介石から離れて明確な屈伏の姿勢を示すか否かを迫ろうとするものにほかならなかった。日本側は、抗日的な人物を責任ある地位からしりぞけ、中国軍および国民党関係機関をできるだけ広い地域から排除することをめざしており、塘沽協定、梅津・何応欽協定、土肥原・秦徳純協定などと同じやり方で、この事件を解決しようとしていたといえる。
また、北京や天津では7月11日に調印された停戦協定の実施を日本軍が迫っていた。そのため、冀察政務委員会の指揮下にある第29軍の宋哲元はやむなく共産党の徹底弾圧や排日色の強い人物を冀察政務委員会の各機関から追放すること、蔣介石の秘密機構の冀察かの追放、排日運動・言論の取り締まり等を約束した。宋哲元は、和平を決意した。その夜、第三十八師長兼天津市長張自忠は、支那駐屯軍参謀長橋本群少将に対して、翌日、宋哲元が司令官香月清司中将に「謝罪訪問」をすると、伝えるとともに、次のような「解決案」を提言した。宋哲元の謝罪と合わせ、特に北京からの撤兵も含めて、支那駐屯軍の七項目要求をほぼ全面的に受諾したと言える。
しかしこのような状況の中、7月13日に大紅門事件で日本兵4人が中国兵により爆殺され、14日にも団河付近で日本軍の騎馬兵が中国兵に殺害された。

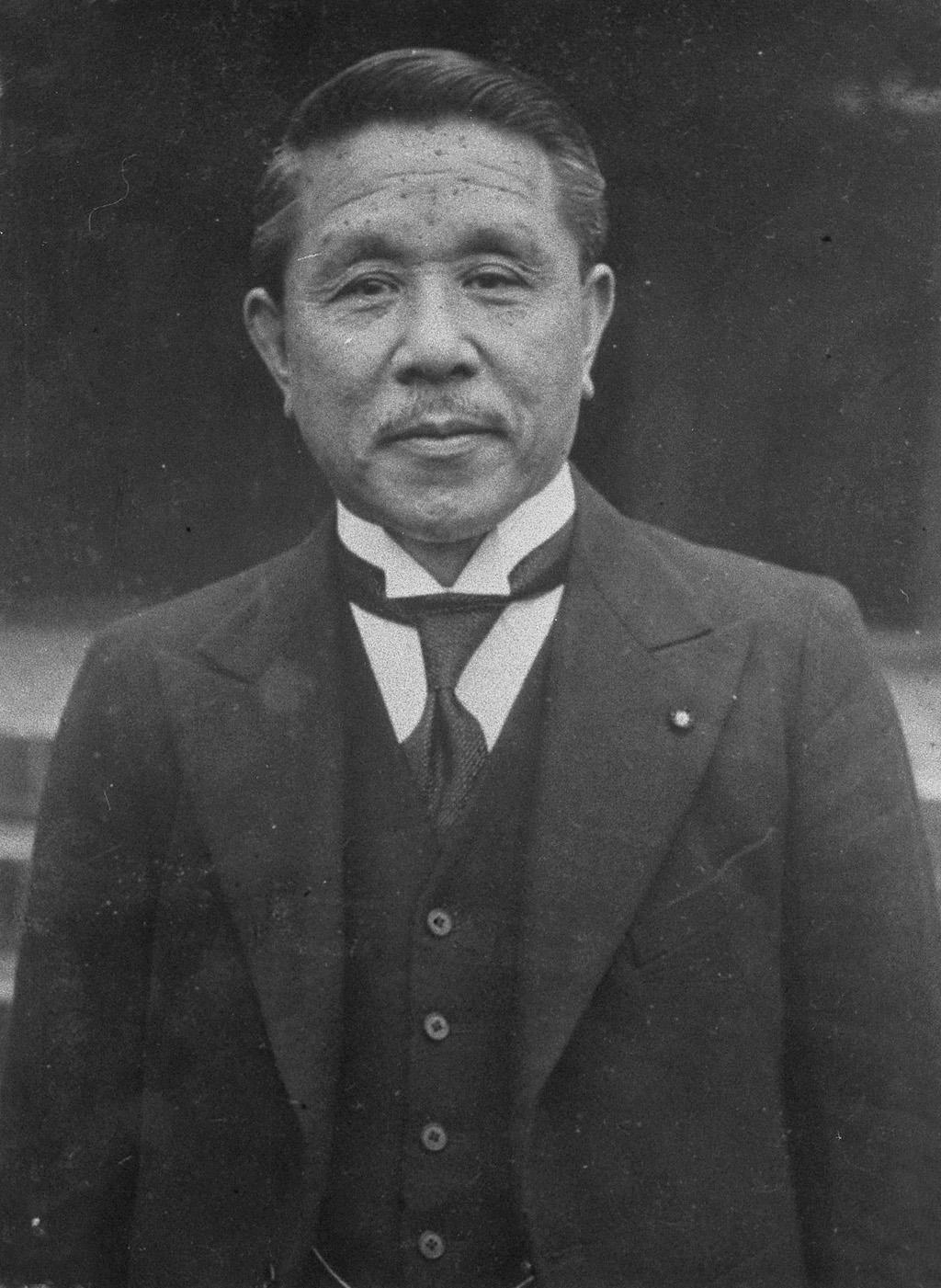
広田弘毅は7月17日に日高信六郎を介して王寵恵へ現地交渉による解決を目指した。しかしこの事はあまり触れられていない。

7月17日、南京駐在の日高信六郎参事官を通して国民政府外交部長王寵恵に対し次のように要求させた。「帝国政府ハ去七月十一日声明ノ方針通、飽迄事態不拡大ノ方針ヲ堅持スト雖モ其ノ後二於ケル国民政府ノ態度二鑑ミ左記ヲ要求ス1. 有ラユル挑戦的言動ノ即時停止 2. 現地両国間二行ハレツツアル解決交渉ヲ妨害セサルコト右ハ概ネ七月十九日ヲ期シ回答ヲ求ム 」。広田弘毅の訓電を受けた日高信六郎は王寵恵外交部長を訪ねて公文を手渡し「日支間の平和を維持するためには、何はともあれ7月11日の現地停戦協定を実行して事件の拡大を阻止することが最緊要である。また現地におげる日支両軍の兵力は、日本側が比較にならぬほど少ない（支那駐屯軍・5774名）ものであるから、事件の勃発以来、現地の事態が切迫したために日本側では居留民の保護を十分にするためだけではなく、駐屯軍の安全のためにも増援部隊を送る必要に迫られているのである。従ってまず、現地で停戦協定を実行して空気を緩和することが重要である。こういう時に当たって南京政府が北支に増兵することは事態拡大の危険性をもっとも多く含むものである。ゆえに現在、盛んに北上しつつある国民政府・中央軍を速やかに停止して欲しい」と述べた。これは英訳して「在南京の英米大使」にも送られた。

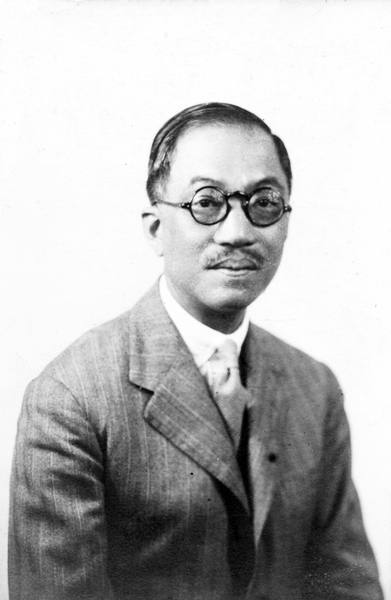
王寵恵は1935年に訪日して広田弘毅外相と会談しており、7月17日に日高信六郎とも会談を行ってた。しかし8月14日についに王率いる外交部は抗日に転じる。

そしてこれに対して南京政府は、日本側の要求を真向から拒否したのであった。すなわち、7月17日夜、日高が現地協定の実行を阻害しないよう、中央軍の北上を速かに停止して欲しいと申入れたのに対して、後の19日午後、国民政府外交部は「中国側ノ軍事行動八日本軍ノ平津一帯増兵二対スル当然ノ自衛的準備二過キス」と反論すると共に、日本政府に対して「一、期日ヲ定メ同時二軍事行動ヲ停止シ武装部隊ヲ撤回スルコト、二、今回ノ事件二対シテハ誠意ヲ以テ外交手段二依リテ協議スルコト」という2項目の要求を述に申入れてきた。それは日本側の云う現地解決主義を原理的に否定し、正規の外交機関による対等の交渉を要求するものであり、現地協定については「尚地方的性質ヲ有スル故ヲ以テ地方的ニ之カ解決ヲ図ラントスルモ如何ナル現地協定モ中央政府ノ承認ヲ得ル事ヲ要ス」という点を強調していた
中国側もこれ以上日本の言いなりになるわけにはゆかないという気運が盛りあがっていた。7月17日の蔣介石の演説は日本の新聞にも次のように報ぜられた。
7月19日、橋本群と張自忠と張允栄が額を集めて、停戦協定第三項を研究し、次のような取り決めが成立し、これに円満調印をおわった。
19日に中国側は日中同時撤兵と、現地ではなく中央での解決交渉を求めた。日本側は停戦協定が締結した際に7月28日までに中国側には対して何も攻撃をしていない。もし停戦協定が締結しているにもかかわらず故なく中国側に対して戦闘をしたら、陸軍刑法第36条の『司令官休戦又ハ講和ノ告知ヲ受ケタル後故ナク戦闘ヲ為シタルトキハ死刑二処ス』により香月清司は死刑の対象になる。
こうした中国中央の動向に対して、日本の外務省は7月20日、「事態悪化ノ原因ハ南京政府カ現地協定ヲ阻害スル一面続々中央軍ヲ北上セシメタル事実二在リ、此際南京政府二於テ飜然反省スルニ非サレ八時局ノ収拾全ク望ナキニ至ラン」との声明を発して、交渉を打切ってしまったが、この事は、現地解決主義自体が争点化した事、それによって盧溝橋事件は、拡大の第三段階へと突入していった事を意味するものであった。同日、橋本群は「29軍（宗哲元軍）は全面的に支那駐屯軍の要求を容れ逐次実行に移しつつあり」と打電し、内地軍派兵に反対意見を起草した。同じく同日、蔣介石は、宋哲元軍長を説得するため、熊斌参謀次長を北京に派遣した。参謀本部は同日朝に、部長会議を開き、武力行使を正式に決定した。陸軍省では、かねてより準備を進めていた第二次動員をただちに実行に移すことを決意した。同じ頃、陸軍省、海軍省、外務省の三局長会議が開かれ、動員について話し合いが持たれた。海軍軍務局長、外務東亜局長は動員に反対したため、会は結論の出ないまま解散となった。同日10時、閣議が開催された。杉山陸相はただちに内地師団の動員をするべきであると提議したが、閣僚からは3個師団もの動員は中国側を刺激し、不拡大方針に差しさわりが出るという反対意見が出された。また、17日および19日に現地で停戦協定が成立し、さらに中国側では37師の撤退を始めているにもかかわらず、武力行使を行うことの必要性に対し疑問が出された。そのため最終的には、同日に南京で行われていた外交交渉の結果を待つ事になった。しかし南京では、停戦方法および日本側の提示した停戦条件について日中の意見の相違があり、話はまとまらなかった。14時半頃、日中双方の銃砲撃が開始された。さらに、八宝山方面の中国軍の一部が前進を開始したため、現地部隊はこれを撃退した。その後も砲撃は21時頃まで続き、双方に死傷者を生じた。午後、日本政府は閣議を開催したが、既述のように停戦交渉が進捗せず、さらに現地では戦闘が開始されていたことから、紛争は不可避であると判断した。そのため、事態が好転すれば即座に復員すると言う条件つきで、内地より3個師団の増援を行う事が決定され、奏上がなされた。
7月21日、これまで北支に派遣されていた参謀本部参謀が帰庁し、現地情勢についての報告が行われた。この中では、支那駐屯軍の軍規は厳正かつ兵力は十分であり、内地師団の派兵は必ずしも必要でないとされていた。さらに駐屯軍参謀長より参謀本部に対し報告があった。この中では、29軍は陳謝および関係者の処罰、37師の撤収等を行っており、多少の小競り合いはあるものの、事態は収束に向かいつつあるとされていた。既述のように現地の情勢が静穏であった事から、参謀本部内でも内地師団の増派に対し慎重論が強まった。そのため参謀本部首脳による協議が行われたが、依然として強硬論も多数あり、議論はまとまらなかった。翌22日、参謀本部首脳はようやく方針を決定した。この中では、日中の全面紛争に発展しない限り、内地師団の動員をしばらく見合わせる事になっていた。この方針に基づき、内地師団の動員は一時的に中断された。
7月23日に石射猪太郎外務省東亜局長は、陸海外三局長会議で事変の完全終結を見こして、（1）不拡大、不派兵の堅持、（2）中国軍第37師が保定方面に移動を終わる目途がついた時点で自主的に増派部隊を撤収、（3）次いで国交調整に関する南京交渉を開始する、の各項を提案し了解を得た。石射の当時の日記には「現地より帰来の柴山課長の意見上申もあり、天津軍よりの援兵無用の来電もあり、軍は動員をしばらく見合わせることになったという。陸軍大臣より外務大臣にもその話あり。東亜局第一課これにより大いに活気づき今後の平和工作をねる。」と出ている。陸軍から現地協定の内容とその実施状況について発表があった。事件の円満解決近きにあるを語るものであった。
7月23日の夜、陸軍省は華北の状況を次のように発表した。

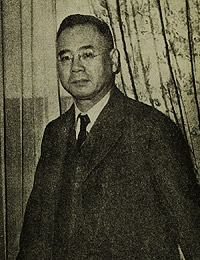
石射猪太郎は盧溝橋事件の際に何としてでも戦線拡大を防ごうとした政治家である。

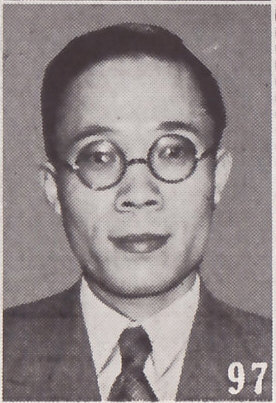
高宗武は日本留学した経験もあり、盧溝橋事件の際にも南京で日高信六郎と和平交渉しており、さらに船津辰一郎とも和平交渉をしている。これは盧溝橋事件の際に日中の外交交渉が行われたという事を意味する。

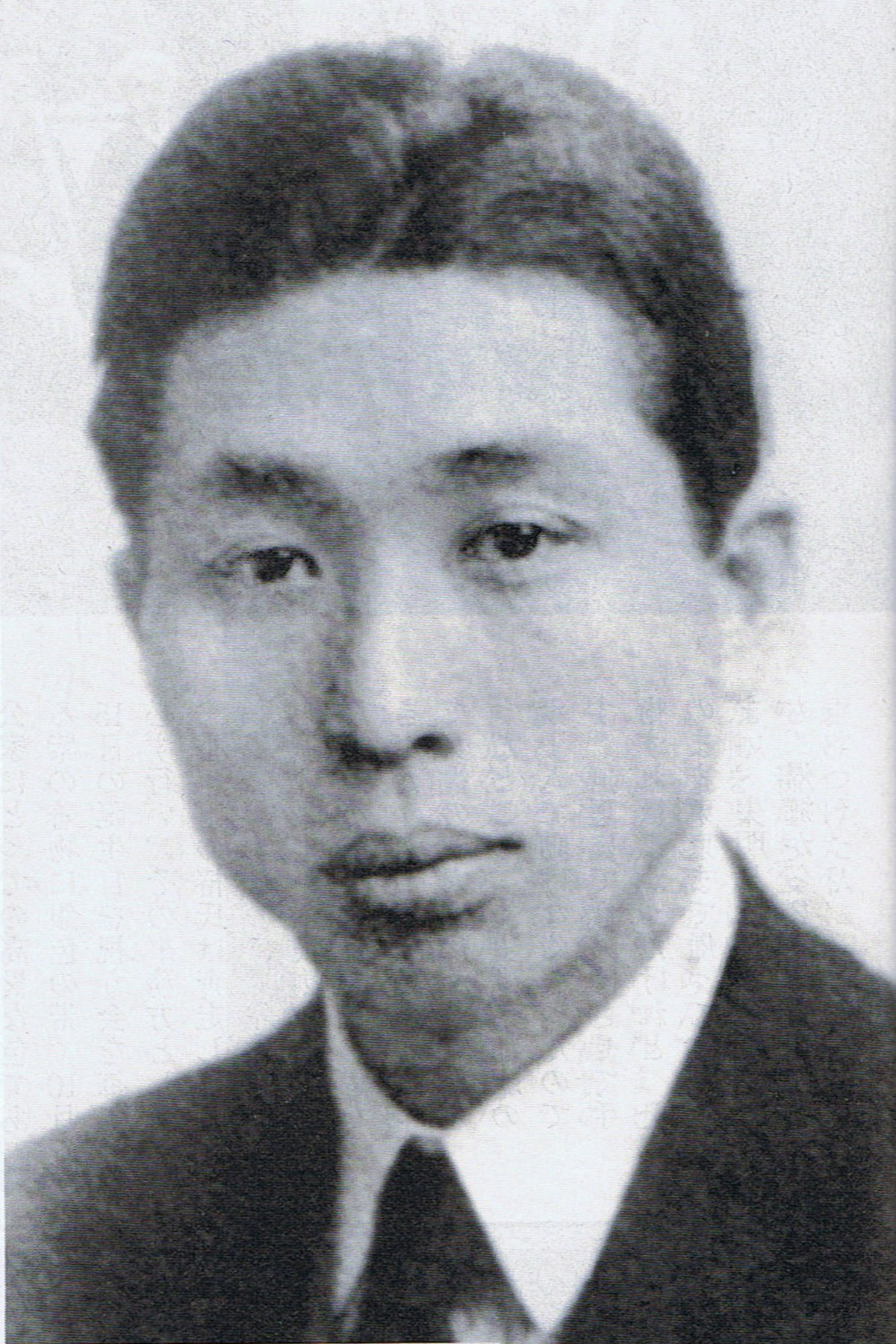
宮崎龍介

7月23日、宮崎龍介は近衛文麿の密書を手に、東京駅から神戸へ向けて旅立った。南京の蔣介石の元へは、あらかじめ暗号電文による知らせがとどいており、「特使派遣を歓迎する」との返信が、早々に近衛の元に届いていた。宮崎龍介は汽車に丸1日ゆられて、翌日、目的地の神戸へと下り立った。そのころ、東京では近衛がどういうわけか、盧溝橋事件では戦線拡大を唱え、自身の南京行きを強く妨害した当の杉山元に、蔣介石のもとへ密使を派遣したことを話してしまっていた。近衛の思惑としては、陸軍による妨害が行われないよう杉山にクギを刺したつもりだったのだろうが、これがとんだヤブヘビとなってしまう。杉山は首相官邸をあとにするや、そのまま憲兵隊本部へすぐに連絡を入れたようだ。
7月24日、宮崎は、神戸港に停泊していた中国行きの船へと乗り込んだ。タラップを上がり、船員に自分の船室を訊ねたとたん、周囲を屈強な男たちに囲まれ逮捕されてしまった。同日、部隊の移動は停止し、逆に第132師を北平に進入させたほか、付近にも増兵を始めた。そのため駐屯軍は29軍に参謀を派遣して折衝を行わせるとともに事態の急変に対処する準備を始めた。
7月25日に南京では日高・高宗武会見で、国民政府も現地協定の解決条件を黙認する意向である事が明らかにされた。石射は次のステップは中日国交の大乗的調整に乗り出すばかりだと爽快になった。しかしその後突如前線の中国軍兵士が暴走し日本軍へ戦闘を起こし、廊坊事件（7月25日、北平・天津間で切断された電線を修復直後の日本軍が国民党軍から銃撃を受けたとされる事件）と広安門事件（7月26日、北平在住の日本人を保護するために事前通告ののち日本軍の一部が城内に入ったところ城門が閉ざされ、国民党軍第29軍が北平城内外の日本軍に放火を浴びせたとされる事件）で衝突が起きた。殉教者のように見えた不拡大主義者の石原莞爾もついに匙を投げ、7月26日午前1時第1部長室（寝台を持ち込んでいた）から、軍事課長室に寝泊りしていた田中新一に、せき込みながら電話で「もう内地師団を動員するほかない。遷延は一切の破滅だ、至急処置してくれ」と言う。支那駐屯軍は26日午後、29軍に対し、28日までに第37師（抗日意識が強い部隊）の撤退を行わない場合、武力行使を行うとの最後通告を発し、宋哲元は屈辱的条件の受諾より抗戦を選ぶと中央政府に告げた。7月27日、日本政府は内地3個師団の派遣を最終的に承認し、7月28日に日本軍は国民党軍第29軍に対し、総攻撃に出る。8月8日、関東軍によるチャハル作戦が参謀本部から認可された。
7月29日には蔣介石が談話を発表し、日本軍に対し徹底抗戦をする意思を示した。蔣介石の時局声明は、改めて時局解決のための四条件（①中国の主権と領土は侵害させない②河北やチャハルの行政組織への不法な変更は許さない――など）にふれ、日本が侵略をやめ四条件をのむなら、交渉に応じる用意があることをほのめかし、逆に日本が軍事行動をここで中止しなければ勝算はなくとも日本に抗戦する決意を表明したものだった。しかし南京政府内部では、事態の拡大を望まず、できる限り早い停戦を求める声が優勢であった。
この事態に対し石射東亜局長の提案になる解決試案、日中戦争の全期間を通じ最も真剣で寛大な条件による政治的収拾策が7月30日から外務省の東亜局と海軍のイニシアティブで取り上げられ、石射がかねてから用意していた全面国交調整案と平行して、これを試みることになった。その原動力は石原作戦部長だったと推定されているが、これに天皇も同感の意を表し、その結果、連日の陸・海・外三省首脳協議をへて、8月4日の四相会談で決定された。
この停戦協定案は国民党側からも信頼されていた元外交官、実業家の船津振一郎を通して働きかけたため船津和平工作と呼ばれ、内容は以下である。
また国交調整案としては以下である。
以上をそれぞれ骨子とし、別に中国に対する経済援助と治外法権の撤廃も考慮された。この両案は日中戦争中の提案としては、思い切った譲歩で、満州国の承認を除き、1933年以後、日本が華北で獲得した既成事実の大部分を放棄しようとする条件であった。
8月7日、船津辰一郎元総領事が上海に到着すると、9日に高宗武と会談し、華北問題を迅速かつ局部的に解決する事が得策であると説得した。高は同日午後に川越茂大使とも会談して交渉は順調に進んでいくかに見えたが、同日夕刻に上海で大山事件が発生すると、事態はにわかに緊迫の度を高めた。船津は各方面を奔走し、平和的解決に向けて中国側の説得に努めたが、13日には上海で日中両軍間に交戦が始まり(第二次上海事変)、14日には全面衝突に発展した。王寵恵は対日宥和政策を放棄して、抗日に転じる旨の声明を発表した。
日中間の戦闘が激化する中、日本はソ連の動向に強い関心を示した。中ソ両国は8月21日、不可侵条約を秘密裏に締結した。中国外交部は26日、この旨を東京の中国大使館に通報し、もし日本が国策を変更して日中間に同様の条約を締結するならば中国は歓迎するので日本政府の意向を打診するよう電報で命じた。この電報は日本軍によって傍受され、写が外務省にも回付された（電報写には広田弘毅や東郷茂徳欧亜局長の閲了サインがある）。しかし日中間に不侵略条約をめぐる話し合いが進められる事はなく、29日に中ソ両国は不侵略条約締結を公表した。
事変の収拾に関する日本政府の基本的立場は、あくまで日中間の問題として解決し、第三国の斡旋や干渉を排除するというものであった。しかし、9月に入り、長期戦の様相となると、軍事目的の達成に応じて「第三国の好意的斡旋」を活用する和平も視野に入ってくる。まず名乗りをあげたのはイギリスであった。9月中旬、新着任のロバート・クレイギー駐日大使が仲介の可能性について広田外相に打診を行い、広田は具体的な和平条件を提示している。それは、華北の非武装地帯の設定、排日取締りと防共協力を条件に華北政権の解消と国民政府の行政容認、満州国の不問などであった。これらの条件は蔣介石に伝えられたが、国際的な圧力や制裁を期待する蔣は受諾に否定的であった。このとき国際連盟では、中国政府の提訴を受け9月中旬から日中紛争を審議中であった。
同年日本が11月2日に出したトラウトマン工作は「華北の行政権は南京政府に委ねる」が記載されている非併合・非賠償の条件であった。これは船津工作を踏襲した物であり、他の各将領から「これだけの条件でなぜ戦争するのか！？」と言われるほどの条件だった。
「戦争が継続すれば条件は加重される」と警告していたにもかかわらず、蔣介石は「事変前の状態に復帰するのでない限りどんな要求も受諾できない」と和平条件を一旦拒絶し、ブリュッセル会議の対日制裁に期待して和平条件を1カ月引き延ばし、1937年12月13日に南京陥落して日本政府はトラウトマン工作を賠償を含む厳しい条件にし、近衛文麿は「国民政府を対手とせず」と述べ、日本側はトラウトマン工作を打ち切った。1940年の桐工作が行われるまでの時期の和平条件が極めて過酷であったために、2年半近く日中関係は最悪の状態になった。
このように7月19日に停戦協定が締結され、日本の現地陸軍関係者（橋本群・今井武夫・池田純久）もしくは外務省関係者（広田弘毅・石射猪太郎・日高信六郎など）が中国側の関係者（宋哲元・張自忠・高宗武）と必死で停戦の努力をして日本政府もしくは参謀本部に現地情勢を打電して不拡大方針を採っていたものの、中国側が廊坊事件・広安門事件のような散発的戦闘を起こしたために、結局7月27日に日本政府は何度も見送っていた内地3個師団の派遣を承認して、28日に日本軍の総攻撃が行われるようになり、これまで参謀本部が却下し続けた関東軍によるチャハル作戦も8月8日に認可された。石射猪太郎曰く、「わが陸軍部内の強硬派にとって、思う壷の事態がここにでき上った。」。
結論として日中戦争は第二次世界大戦の始まりのナチスドイツとソビエト連邦のポーランド侵攻のような不可侵条約を破棄した一方的な侵攻と日米の参戦の契機である日本海軍による真珠湾攻撃とは異なり、停戦協定を破り執拗に日本軍に攻撃して、その後上海の租界に総攻撃をした中国側にも責任があると言える（日中両国とも1941年までに宣戦布告はしていない）。この背景には、蔣介石が中国の世論を無視し、抗日戦争を開始しなければ、中国軍の支持を失って失脚していただろうとの指摘がある。盧溝橋事件から第二次上海事変の直前までに両国の紛争が行われている中で、両国の外交官による外交交渉（日高信六郎と王寵恵・高宗武の交渉、高宗武と船津辰一郎・川越茂の交渉）が並行して行われているのが太平洋戦争との最大の違いである。松本重治は「日中戦争とは、和平の努力をやりながら戦線を拡大する、戦争をつづけながら和平工作を進めるという特異な戦争だった。日中戦争が拡大していく一方で、戦争をなんとかやめたいという和平への努力がつづけられていたのです。日中双方の心ある人々が戦火のなかでどれだけ平和への努力を払ったか、そのことはぜひみんなに知ってほしいと思います。」と述べている。
また前述で述べたとおり、和平条件も盧溝橋事件の段階で中国側に負担にならない『第29軍の陳謝』『第37師の移動』などと言った軽い条件であったものの中国側がこれを一蹴しており、同年11月初頭の第一次トラウトマン工作の時も日本は南京政府に華北の行政権を委ねることを約束したものの蔣介石はこれを即座に受諾せず回答を1カ月も引き延ばしており、1940年以降の桐工作も領土要求をせずに中国本土に日本軍の防共駐屯権利要求だったため、一貫して中国侵略を企てていなかったとの主張もある。しかし、満洲国承認と言う中国領の放棄を正式項目ではなくても協議事項として要求しており、これは領土要求と言ってよい内容である。